# Madonna (énekesnő)
Madonna, sz. Madonna Louise Veronica Ciccone (Bay City, Michigan, 1958. augusztus 16. –) többszörös Grammy- és Golden Globe-díjas olasz származású amerikai énekes, színész, rendező és üzletasszony. A „pop királynője”-ként tartják számon, folyamatos újrafeltalálásáról és sokoldalúságáról ismert a zenei produkció, a dalszerzés, és a vizuális megjelenítés terén. Szétfeszítette a művészi kifejezés határait a mainstream zenében, miközben megőrizte az irányítást pályája felett minden tekintetben. Ezért a populáris kultúra egyik leghatásosabb alakjának tekintik.
Különböző társadalmi, politikai, szexuális és vallási témákat magában foglaló művei kritikai elismerést és vitákat váltottak ki, így a modern kor egyik legjobban dokumentált alakja, hatalmas mennyiségű tudományos áttekintéssel és irodalmi munkával, valamint a Madonna tudományos részterülettel, emellett különféle jótékonysági szervezetekben tevékenykedik, mint például a Ray of Light Foundation, vagy a Raising Malawi. Gyakran említik más művészek befolyásolójaként.
Michiganben született és nevelkedett. Miután 1978-ban New Yorkba költözött, hogy táncosként fusson be, a Breakfast Club, és az Emmy együttesekben játszott dobosként, gitárosként és énekesként. 1982-ben aláírta lemezszerződését a Sire Recordsszal, a következő évben pedig kiadta első önálló albumát Madonna címmel. A kezdeti sikerek után megjelentek a Like a Virgin (1984) és a True Blue (1986) című albumai amelyekkel világszerte ismertté vált, és megteremtette pop ikon státuszát. Ismertségét csak növelte az 1987-ben megjelent Ki ez a lány? című vígjáték, amely az első, az ő főszereplésével készült film lett. Vallásos képeket használva a Like a Prayer (1989) című albumán pozitív kritikákat kapott az anyag sokszínűségéért, ugyanakkor kritika is érte vallásos konzervatívok és a Vatikán részéről. Az 1980-as években olyan széles körben ismert slágerei jelentek meg, mint a Holiday, a Lucky Star, a Like a Virgin, a Material Girl, az Into the Groove, a Papa Don’t Preach, a True Blue, az Open Your Heart, a La Isla Bonita és a Like a Prayer.
Az 1990-es években művészetét erős szexualitás jellemezte, ami az Erotica (1992) című albumán, Sex című könyvében és a Body of Evidence című thrillerben jelent meg. Mindhárom alkotás negatív kritikákban részesült mind a kritikusok mind pedig a rajongók részéről. Hatodik stúdióalbuma, a Bedtime Stories (1994) elődjéhez képest kevésbé szexuális megközelítésű. A lemez a harmadik helyen debütált a Billboard 200-as listán. Európában több mint 2 millió, világszerte pedig több mint 8 millió példányt adtak el belőle. 1996-ban megkapta az Evita című musical főszerepét, melyben Evita Perónt alakította, és amely alakításáért Golden Globe-díjban részesítették. A film betétdala, a You Must Love Me szintén Golden Globe-díjat, és emellett Oscar-díjat nyert 1997-ben. Madonna hetedik stúdióalbuma a Ray of Light (1998) az egyik legnagyobb elismerésben részesült lemeze lett mondanivalójának köszönhetően. Az 1990-es években jelentek meg a Vogue, a Justify My Love, az Erotica, a Deeper and Deeper, a Secret, a Take a Bow, a You’ll See, a Frozen, a Ray of Light, és a Beautiful Stranger című slágerei.
A 2000-es években olyan lemezei jelentek meg mint a Music (2000), az American Life (2003), a Confessions on a Dance Floor (2005) vagy a Hard Candy (2008), mely utóbbi után indult Sticky & Sweet turnéja, minden idők legjövedelmezőbb turnéja lett, amit női szóló énekes valaha is nyújtott. 2008-ban továbbá megvált a Warner Music Grouptól, és 120 millió dolláros szerződést írt alá a Live Nationnél. Tizenkettedik lemeze az MDNA (2012) rekordot döntött az Egyesült Királyságban és Ausztráliában, ahol is ő lett a legtöbb listavezető albumot kiadott énekes. Tizenharmadik stúdióalbuma a Rebel Heart (2015) a második helyen debütált a Billboard 200-on, a nagyobb zenei piacokon mint például Ausztráliában, Kanadában, Németországban, Olaszországban, Spanyolországban és Svájcban az első helyet érte el. Hét országban pedig minősítést kapott. Legutóbbi, tizennegyedik stúdióalbuma a Madame X (2019) a Billboard 200 első helyén debütált. Több országban, köztük Ausztráliában, Belgiumban, Kanadában, Olaszországban, Svájcban, és az Egyesült Királyságban pedig a második helyet érte el. Az ezredfordulót követően olyan slágerei jelentek meg, mint a Music, az American Life, a Hung Up, a 4 Minutes, a Celebration, a Give Me All Your Luvin’, a Living for Love, és a Medellín. 64,5 millió eladott lemezzel az Egyesült Államokban és 300 millióval világszerte Madonnát az Amerikai Hanglemezgyártók Szövetsége a 20. század legtöbb lemezt eladó rockénekesnőjének nyilvánította. 2007-ben a Guinness minden idők legsikeresebb énekesnőjének titulálta, a következő évben pedig beiktatták a Rock and Roll Hall of Fame-be.

## Pályafutása

### 1958–1978: Gyermekkor és ifjúság
Madonna Louise Ciccone 1958. augusztus 16-án reggel 7 óra után 5 perccel született a Michigani Bay Cityben, Madonna Louise Fortin (1933–1963) és Silvio Anthony "Tony" Ciccone (1931) gyermekeként. Édesanyja francia–kanadai, édesapja első generációs olasz-amerikai, Abruzzóból származik. Ő a Chrysler/General Motors-nál volt karosszérialakatos.[forrás?] Madonna a 3. gyermek a nyolc közül. Testvérei Martin (1957), Anthony (1956–2023), Christopher (1960–2024), Paula (1959), Melanie (1962), Mario (1968), és Jennifer (1967).
1966-ban bérmálkozott, ekkor vette fel a Veronica nevet is. Katolikus családban nevelkedett Detroit külvárosaiban, Pontiac és Avon Townshipben (ma Richester Hills). Édesanyja 1963. december 1-jén 30 éves korában emlőrákban meghalt. Madonna viselkedése és személyisége megváltozott, az okát viszont még nem értette. Vigasztalódásért apai nagymamájához fordult. A Ciccone testvérek nehezteltek a házvezetőnőkre, és lázadtak mindenki ellen, akiket az apjuk az otthonukba vitt, hiszen szerintük megpróbálják átvenni szeretett édesanyjuk helyét. A Vanity Fair című magazinnak adott interjújában Madonna később elmondta: „Magányos lány lettem, aki folyton keresett valamit. Nem voltam lázadó. Jó akartam lenni valamiben. Nem borotválkoztam, és nem viseltem sminket, mint az átlagos lányok. De tanultam, és a jegyeim jók voltak… Lenni akartam valaki”. Rettegett attól, hogy az édesapját is elveszíti, emiatt éjszaka gyakran nem tudott aludni, csak az ő közelében.
Tony 1966-ban feleségül vette a házvezetőnőjüket, Joan Gustafsont, akivel 58 évig voltak házasok Joan 2024-es haláláig. Három közös gyermekük született: Jennifer, Mario, és Joey Ciccone, aki röviddel 1967-es születése után halt meg szívbetegségben. Madonnát ez elkeserítette, és elkezdett lázadni az apja ellen. Felnőttként így nyilatkozott erről: „Sosem fogadtam el őt mialatt felnőttem... Visszatekintve úgy gondolom, nagyon nehéz lehetett neki velem.”
A St. Frederick's és St. Andrew's általános iskolába járt (utóbbit ma Holy Family Regional Schoolnak hívják), később pedig a West Middle Schoolba is. Bár jegyei alapvetően jók voltak, hamar kitűnt szokatlan viselkedésével, különösképpen egyfajta alsónemű fétisével: cigánykerekeket, kézen állásokat csinált a szünetekben a folyosókon, beakasztotta térdeit a mászókába és úgy lógott lefelé, és nem talált semmi furcsát abban, hogy a szoknyáját a pad fölé húzta tanóra közben, így az összes fiú láthatta alsóneműjét.
Később Rochester Adams High Schoolba járt, ahol kitűnő tanuló volt, és tagja lett egy cheerleading tánccsapatnak. Miután 1976-ban leérettségizett, egy táncművészeti ösztöndíjat kapott a Michigani Egyetemre. és a nyáron az Amerikai Táncfesztiválon tanult, az észak-karolinai Durhamben. Balettórákat szeretett volna venni, ezért meg kellett győznie apját, hogy engedje őt el. A balett tanára Christopher Flynn, arra biztatta, hogy táncosként fusson be karriert.
1978-ban otthagyta az egyetemet és New Yorkba költözött. Ekkortájt nagyon kevés pénze volt, így sufni-szerű lakásokban élt és a Dunkin Donutsban dolgozott eladóként, miközben az Alvin Ailey Amerikai Táncszínházban vett leckéket, és a Pearl Lang Dance Theatre-ben lépett fel. Erről később ezt mondta: „Ez volt az első alkalom, hogy repülőre szálltam vagy hogy taxiba ültem. 35 dollárral a zsebemben érkeztem meg. Ez volt a legbátrabb dolog, amit valaha tettem.”  Emellett táncot tanult Martha Graham, a neves amerikai táncos és koreográfus vezetésével, valamint háttértáncosként kezdett dolgozni más bevált művészeknél. Egyik este, amikor visszatért az egyik próbáról, néhány férfi késsel tartotta fogva őt, és orális szexre kényszerítette. Erről később így nyilatkozott: „Az eset ízelítője a gyengeségemnek. Soha nem tudtam elfelejteni.”

### 1979–1983: A kezdetek, rockegyüttesek, ésMadonna
1979-ben Madonna összejött Dan Gilroy zenésszel. Röviddel azután, hogy találkoztak, Párizsban fellépett Patrick Hernandez francia diszkóművész világ körüli turnéján, háttérénekesként és táncosként. Hernandez társulatával töltött három hónapja alatt járt Tunéziában is, mielőtt 1979 augusztusában visszatért New Yorkba. Madonna egy elhagyatott zsinagógába költözött, majd Gilroy-jal megalapították első együttesüket, a The Breakfast Clubot, ahol Madonna énekelt, dobolt, valamint gitáron is játszott. A zenekarral együtt Madonna kabátellenőrző lányként dolgozott a Russian Tea Roomban, valamint színészként is debütált az A Certain Sacrifice című alacsony költségvetésű független filmben, amelyet csak 1985-ben mutattak be. 1980-ban Madonna elhagyta a The Breakfast Clubot, és egykori michigani barátjával, Stephen Bray-jel megalapították az Emmy együttest. 1980 novemberében együtt kezdtek dalokat írni, ugyanekkor felvettek egy négysávos demószalagot, ám Madonna később úgy döntött, hogy szólópályára lép.
1981 márciusában Camille Barbone, a Gotham Records vezetője, szerződést kötött Madonnával, és 1982 februárjáig menedzsereként dolgozott. Madonna ebben az időben gyakran látogatta az éjszakai klubokat, hogy a lemezlovasok játsszák a demóit. Mark Kamins, a Danceteria DJ-je és producer érdeklődni kezdett a zenéje iránt, így találkozót szervezett Madonnával és Seymour Steinnel, a Sire Records elnökével, amely a Warner Records leányvállalata. Madonna összesen három kislemezre, és egy albumra írt alá szerződést.
Kamins készítette debütáló kislemezét, az Everybody-t, amely 1982 októberében jelent meg. Madonna először 1982 decemberében adta elő élőben a dalt, a Danceteriában. Első televíziós megjelenését, a Dancin' on Air című műsorban népszerűsítette, az Everybody előadásában, 1983 januárjában. 1983 februárjában az Egyesült Királyság éjszakai klubjaiban mutatta be a kislemezt. Második dala, a Burning Up / Physical Attraction dupla A-oldalas kiadás, 1983 márciusában jelent meg. Mindkét kislemez a harmadik helyet érte el a Hot Dance Club Songs listáján. Madonna ebben az időben Jean-Michel Basquiat-val kezdett el járni, akivel együtt is élt ekkor, és aki bemutatta őt Diego Cortez művészeti kurátornak, aki néhány punk bandát irányított, és társalapítója volt a Mudd Clubnak. Madonna meghívta Cortezt a menedzserének, de ő elutasította.
A kislemezek sikerét követően a Warner Bros. felkérte Reggie Lucast, hogy készítse el saját címmel debütáló albumát, a Madonnát. Madonna azonban nem volt elégedett az elkészült számokkal, és nem értett egyet Lucas gyártási technikáival sem, ezért úgy döntött, hogy további segítséget kér, így John "Jellybean" Benitezt, akkori barátját kérte fel, hogy segítse befejezni az album munkálatait. Benitez remixelte és készítette el harmadik dalát a Holidayt, amely az első nemzetközi top 10-es slágere. Madonna hangzásvilága eltért a megszokottól, és felhasznált néhány új technológiát, mint például a Linn-dobszerkezet, a Moog basszus, vagy az OB-X szintetizátor. Az albumot 1983 júliusában adták ki, és a nyolcadik helyet érte el a Billboard 200-as listán. Két további top 10-es dal jelent még meg róla: a Lucky Star, és a Borderline. 1983 őszén Madonna új menedzsere, Freddy DeMann megbeszélést biztosított számára Jon Peters filmproducerrel, aki felkérte, hogy játssza el a Vision Quest című romantikus drámában a klubénekes szerepét.

### 1984–1987:Like a Virgin, házassága Sean Penn-nel,True Blue, ésWho's That Girl
1984 januárjában Madonna nagyobb nyilvánosságot kapott az American Bandstand és a Top of the Pops műsorában. Kinézete, öltözködése és fellépései lassan nagy hatást gyakoroltak a tinilányokra és a nőkre egyaránt, melyet stylist és ötvös Maripol kreált. Stílusát csipke felső, szoknya kaprinadrágon, neccharisnya, kereszt medálok, rengeteg karkötő és szőkített haj jellemezte. Ez igazi trenddé vált az 1980-as években. Következő albumával, a Like a Virgin-nel (1984) népszerűsége tovább nőtt. A lemez az első helyezést elért albuma lett a Billboard 200-as listán. Németországban, Olaszországban, Hollandiában, Új Zélandon, Spanyolországban, az Egyesült Királyságban, és az Egyesült Államokban az első helyen debütált.
Kereskedelmi sikerét elsősorban a címadó dalnak köszönhette, mivel az hat hétig vezette a Billboard Hot 100-at. A dal felkeltette a konzervatív szervezetek figyelmét, akik arra panaszkodtak, hogy a dal és a hozzá tartozó videó célja, a házasság előtti szex előmozdítása, valamint a családi értékek aláásása, a moralisták ezért a dal és a videó betiltását kérték. Az albumból 21 millió kelt el világszerte, ebből csak 8 millió az Egyesült Államokban. Később elérte a gyémántlemez minősítést, és több mint 21 millió példányban értékesítették. A dallal Madonna fellépett az első 1984-es MTV Video Music Awardson a legendás, szexuális szabadosságot hirdető "Boy Toy" („fiúk játékszere”) övével esküvői ruhában. Ez a fellépés a mai napig az MTV történetének egyik legendás pillanatai közé tartozik. Az albumot a NARM és a Rock and Roll Hall of Fame Minden idők 200 legmeghatározóbb albuma közé sorolta.

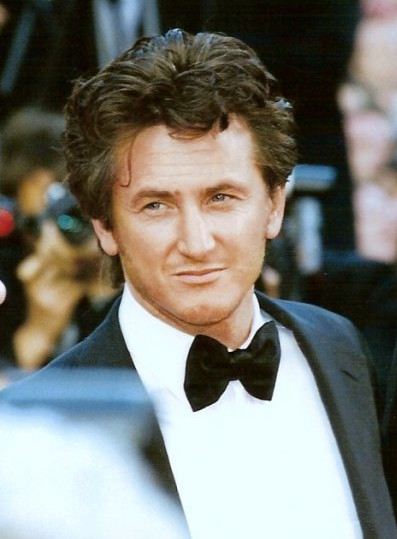
Madonna első férje, Sean Penn, akivel az énekesnő 27. születésnapján házasodtak össze, 1985-ben

1985 februárjában Madonna nagy költségvetésű filmekben kezdett el játszani. Az első szerepe egy kis szerep volt a Vision Quest című filmben, amiben egy klubénekesnőt alakított. A filmzenei album két új kislemezt is tartalmazott, köztük a második első helyezést elért dalát, a Crazy for You-t, valamint a Gamblert. A Kétségbeesve keresem Susant című vígjátékban is szerepelt; ebben hangzott el az Into the Groove is. Ez volt az első száma, ami első helyezést tudott elérni Nagy-Britanniában. A filmet César-díjra jelölték a Legjobb külföldi film kategóriában, és a The New York Times kritikusa Vincent Camby 1985 10 legjobb filmje közé sorolta. A főszereplő Rosanna Arquette szintén British Academy of Film and Television Arts-díjat kapott a szerepért.
Material Girl című dala a második helyet érte el a Billboard Hot 100-on. Ennek forgatása alatt kezdett el járni Sean Penn-nel, akivel a 27. születésnapján házasodott össze. 
1985 áprilisában elindult első koncertkörútjával, a The Virgin Tourral Észak-Amerikában. A turné során a Madonna wannabe jelenség csúcspontja volt, sok nő öltözött hozzá hasonlóan. A nyitószám a Beastie Boys volt. Ezalatt két újabb dalt jelentetett meg: az Angelt, és a Dress You Upot, így az album mind a négy kislemeze a Hot 100 toplistáján az öt legjobb közé került. Júliusban a Penthouse és a Playboy magazin lehozta meztelen képeit 1978-ból. (Akkor az énekesnő megélhetési okokból vállalta a fotózást.) Mivel Madonna akkor aláírta a beleegyező nyilatkozatot jogilag semmit sem tehetett, hogy visszatartsa a megjelenést. A képek nagy felháborodást keltettek, ennek ellenére nem bánta meg a dolgot és nem kért elnézést azokért a fotókért, amikért akkor 25 dollárt kapott sorozatonként. A képek ekkor 100 000 dollárt értek. Az incidensre később a Live Aid koncerten tért vissza. Azt mondta nem veszi le a dzsekijét, mert "lehet, hogy a média 10 év múlva ellenem fordítaná". "
Madonna harmadik albuma, a True Blue 1986-ban jelent meg, amelyet férje, Penn ihletett, és neki ajánlott. A Rolling Stone magazin így kommentálta: „Úgy hangzik, mintha szívből jönne.”
Az albumon szerepelt a Live to Tell című ballada is, amelyet az énekesnő a Lőtávolban című filmhez írt. Főszerepben későbbi férje, Sean Penn volt. Az albumról öt top 5-ös kislemez jelent meg: a Live to Tell, a Papa Don’t Preach, a True Blue, az Open Your Heart és a La Isla Bonita, ezek közül három elérte az első helyezést az Egyesült Államokban, és az Egyesült Királyságban. Az album 28 országban volt listavezető, ezzel pedig Madonna legtöbbet eladott stúdióalbumává vált 25 millió példánnyal. A True Blue szerepelt a Guinness Rekordok Könyvének 1992-es kiadásában, mint minden idők legjobban értékesített albuma, amelyet nő adott ki. Még ebben az évben szerepet kapott a Sanghai Surprise című filmben is (ezt a kritikusok lehúzták), és színpadon is debütált David Rabe Goose and Tom-Tom című darabjában, mindkettőben férje oldalán volt látható.
Madonna 1987-ben a Ki ez a lány?-ban szerepelt, és négy dalt írt a filmhez, köztük a címadó dalt és – az Egyesült Államokban második helyezést elért – Causing a Commotiont. Ez év júniusában indult el a Who’s That Girl World Tour című turnéja is, amely szeptemberig tartott. A turnét elsősorban Madonna innovatív kosztümjei miatt méltatták. Ugyancsak ebben az évben jelentette meg korábbi dalait remixelve a You Can Dance című remixalbumán, amely a 14. helyet érte el a Billboard 200-on. 1988-ban Pacentróban 4 méter magas szobrot állítottak neki. A szobor az énekesnő pacentrói származásának állított emléket.
Madonna házassága ekkor már a végét járta. A válókeresetet 1987. december 4-én nyújtotta be, de néhány héttel később visszavonta a petíciót.

### 1988–1991:Like a Prayer,Dick Tracy, ésTruth or Dare
Madonna 1988 májusa és augusztusa között debütált a Broadway Speed-the-Plow című előadásban a Bernard B. Jacobs Színházban. Az Associated Press szerint Madonna feljelentést tett Penn ellen, miután egy állítólagos incidens történt malibui otthonukban az újév hétvégéjén. Végül 1989. január 5-én beadta a válókeresetet, a következő héten pedig állítólag azt kérte, hogy ne emeljenek vádat. Házasságáról később azt nyilatkozta: „Teljesen a karrierem megszállottja voltam és nem álltam készen arra, hogy nagylelkű legyek bármilyen formában is.”
1989 januárjában a Pepsi üdítőital-gyártó céggel írt alá szerződést. Új dalát, a Like a Prayert a Pepsi egyik reklámjában mutatta be, amihez klip is készült. A videóban rengeteg katolikus szimbólumot vonultatott fel, mint például a stigmák és égő keresztek. A videó ugyancsak vegyes kapcsolatra utalt Madonna és egy fekete pap között, ezért a klipet a Vatikán elítélte. Mivel a reklám és a klip szinte ugyanaz volt, a Pepsi képtelen volt meggyőzni a közvéleményt, hogy nem ez volt a szándékuk. A cég visszavonta a reklámot és nem szponzorálta tovább Madonnát. Ennek ellenére az énekesnő megtarthatta a pénzt.
Negyedik stúdióalbuma, a Like a Prayer ugyanebben az évben jelent meg. Az album írói és producerei Patrick Leonard, Stephen Bray és Prince voltak. Az albumot a Rolling Stone úgy emlegette: „olyan közel áll a művészethez, amennyire pop zene csak állhat... ez bizonyíték nemcsak arra, hogy Madonnát művészként komolyan kell venni, hanem arra is, hogy övé a nyolcvanas évek egyik leglenyűgözőbb hangja”. A Like a Prayer első helyre került a Billboard 200-as listán és 15 millió példányt adtak el belőle világszerte. Ebből 4 millió az Egyesült Államokban talált gazdára. Az album három top 5-ös kislemezt produkált, köztük a címadó dalt – ami a 7. első helyezett száma lett – az Express Yourselfet és a Cherish-t. Az 1980-as évek végére az MTV, a Billboard, és a Musician magazin Madonnát "az évtized művészének" nevezte.
A következő évben Madonna megkapta „Csábító Bébi Mahoney” (Breathless Mahoney) szerepét a Dick Tracy című filmben, amely az azonos című képregényből készült. A filmben Warren Beatty játszotta a főszerepet. Hogy támogassa a filmet, kiadta I’m Breathless című albumát, amelynek dalait az 1930-as évek zenei világa inspirálta. Az albumon szerepelt a Vogue – ami nyolcadik első helyezett dala lett az USA-ban – valamint a Sooner or Later is, ami később Oscar-díjat nyert. Madonna Szaturnusz-díjat kapott alakításáért a Szaturnusz-díj a legjobb női főszereplőnek kategóriában. A film forgatása alatt az énekesnő Beatty-vel viszonyt kezdett, amely röviddel a film premierje után véget ért. A színész az I’m Breathless borítóján és a Truth or Dare című dokumentumfilmjében is szerepelt. Kapcsolatuknak 1990 őszén vége szakadt.

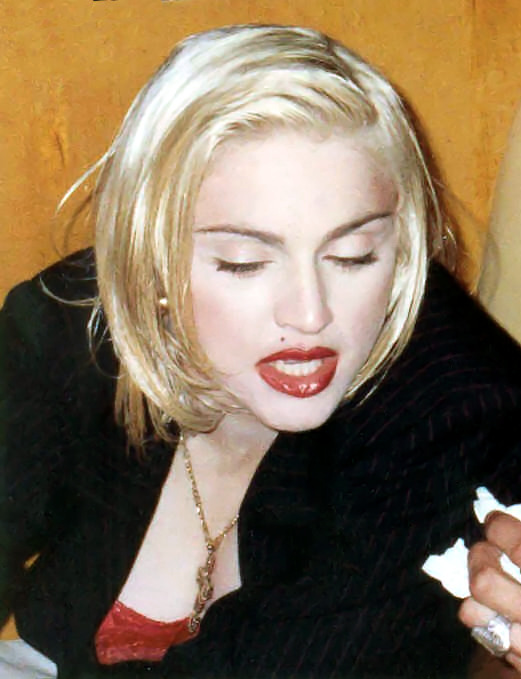
Madonna egy AIDS jótékonysági rendezvényen a Blond Ambition World Turné alatt, 1990. szeptember 12-én

1990 áprilisában elkezdődött augusztusig tartó Blond Ambition World Tour című turnéja. A Rolling Stone „bonyolult koreográfiás, szexuálisan provokatív extravagánsnak” nevezte, valamint az „1990-es év legjobb turnéjának”. Keresztény és szexuális témákat használva a turné nagy felháborodást keltett. Főképpen a Like a Virgin ami alatt a színpadon két férfi táncosa simogatta, mielőtt orgazmust színlelt. A Pápa újra arra biztatta a katolikusokat, hogy ne menjenek el megnézni a show-t. A katolikusok egy magánszervezete és a Famiglia Domani szintén bojkottálta a turnét erotikus tartalma miatt. Következésképpen Madonna azt nyilatkozta: „Olasz-amerikai vagyok és büszke vagyok rá” és azt, hogy az egyház „teljesen elutasítja a szexet, hacsak nem fajfenntartásról van szó”.
Első válogatásalbuma a The Immaculate Collection 1990 novemberében jelent meg, amely tizenöt slágerét tartalmazza karrierjének első évtizedéből. Az albumra két új dal is felkerült: a Justify My Love és a Rescue Me. Az albumból világszerte több mint 31 millió példány kelt el. A Rescue Me lett a legmagasabb helyen belépő dal a Billboardra a 15. helyen abban az időben. A dal végül a 9. helyre jutott. A Justify My Love pedig kilencedik első helyezett száma lett az Egyesült Államokban. A szám klipjében szadomazo kikötözős, egyneműek közti csók, és részleges meztelenség voltak láthatóak. A klipet szexuálisan túlságosan kihívónak ítélték meg, és az MTV letiltotta műsoráról. Az év végén Madonna úgy döntött mégsem vállalja el Jennifer Lynch Boxing Helena című filmjének főszerepét.
1990 végétől 1991 elejéig Madonna Tony Warddal járt. Ward modell és pornósztár volt, aki szerepelt a Cherish és a Justify My Love című dalainak klipjében. Madonnának szintén volt egy nyolc hónapos kapcsolata Vanilla Ice-szal, ami az énekesnő Sex című könyve miatt ért véget. Első dokumentumfilmje, a Truth or Dare – vagy ahogy az Egyesült Államokon kívül ismerik, az In Bed with Madonna – 1991 májusában jelent meg. A film a Blond Ambition World Tour című turnéját mutatta be, valamint betekintést engedett magánéletébe.

### 1992–1997: Maverick,Erotica,Sex könyv,Bedtime Stories,Evita, és anyaság

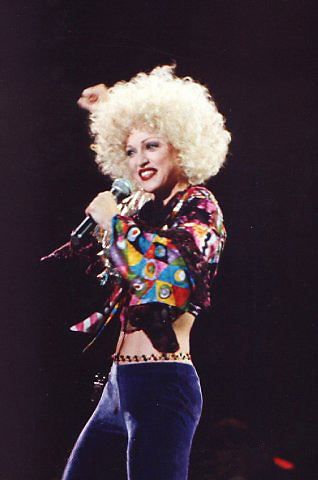
Madonna a The Girlie Show World turnéján 1993-ban

1992-ben a Micsoda csapat! című baseball filmben szerepelt, amelyben az olasz-amerikai játékost Mae Mordabitót alakította. A filmhez elkészítette a This Used to Be My Playground című balladáját is, amely a tizedik első helyezett dala lett a Billboard Hot 100-on. A film az év tizedik legkeresettebb filmje lett Az Egyesült Államokban. Ugyanebben az évben támogatta volt barátjának, Jean-Michel Basquiatnak az első retrospektívét a Whitney Amerikai Művészeti Múzeumban. Ugyanez év áprilisában megalapította saját kiadóját a Mavericket, amely egy lemezcégből (Maverick Records), egy film produkciós cégből (Maverick Films) egy zenei, TV, merchandising és egy könyvkiadó részlegből állt. Cége a WarnerMediával 60 millió dolláros megállapodást kötött, amiből neki 20%-os részesedés járt. Ennyit kapott akkoriban Michael Jackson is. Később cége a történelem egyik legsikeresebb művész által működtetett kiadója lett, és olyan platina művészeket produkált, mint Alanis Morissette vagy Michelle Branch. A Maverick első kiadványa Madonna Sex című könyve volt 1992 októberében, ami szexuálisan provokatív és explicit képekkel volt tele. A fotókat Steven Meisel készítette. A könyv erős reakciókat váltott ki a média és a közvélemény részéről egyaránt. Ennek ellenére a könyvből 1,5 milliót adtak el 50 dolláros áron abban az időben.
Ugyanekkor jelentette meg ötödik stúdióalbumát Erotica címmel, ami az amerikai toplista második helyére került fel. A címadó dal pedig a harmadik lett a Billboard Hot 100-on. Az albumról még öt kislemez jelent meg: a Deeper and Deeper, a Bad Girl, a Fever, a Rain, és a Bye Bye Baby. A pozitív kritikák ellenére, ez lett az első stúdióalbuma debütáló albuma óta, amely nem kapott listavezető helyet az Egyesült Államokban. Provokatív imázsát csak fokozták az 1993-as Body of Evidence és a Dangerous Game-ben megformált szerepei. Az első szadomazó és kikötözős jeleneteket tartalmazott, és a kritikusok rosszul fogadták. A Dangerous Game-et rögtön videón jelentették meg Észak-Amerikában, azonban Madonna jó kritikákban részesült. A The New York Times úgy írta le alakítását: „Megkapóan alakít, ahogy az érzelmek elvadulnak körülötte.”
Madonna 1993 szeptemberében kezdte el The Girlie Show turnéját. A show-ban ostor csattogtató dominaként jelent meg, fél pucér női és férfi táncosokkal körülvéve a színpadon. A show negatív kritikában részesült Puerto Ricóban, mikor az énekesnő a lábai közt dörzsölte a nemzeti színű zászlójukat. Ortodox zsidók szintén a fellépése ellen tüntettek az első izraeli show-ja előtt. 1994 márciusában a Late Show with David Letterman című talk show vendégeként szerepelt, amelyben káromkodott és megkérdezte Letterman-t, hogy megszagolja-e az alsóneműjét. Az In Bed with Madonna, a Sex könyv, az Erotica-album, a Body of Evidence és a Letterman show-ban való fellépése mind arra késztette a kritikusokat, hogy Madonnát szexuális botrányhősnek tekintsék.
Igen kemény negatív publicitásban részesült a kritikusok és a rajongók részéről egyaránt, akik mind úgy vélték hogy „túl messzire ment”, és hogy a karrierjének itt a vége. Az énekesnő megpróbált finomítani provokatív imázsán, és kiadta az I’ll Remember (1994) című balladáját, ami Alek Keshishian rendező Tanulj, tinó! című filmjének főcímdala volt. Lettermannal később elment egy díjátadó gálára, és részt vett Jay Leno talkshow-jában is, hogy megmutassa, visszafogta magát. Ennek ellenére a közönség még mindig nem fogadta őt el. Ezek után rá kellett, hogy jöjjön, drámai változásra van szükség ahhoz, hogy újra ringbe szállhasson. Hatodik stúdióalbumával, a Bedtime Stories-szal (1994) megpróbálta tovább enyhíteni imázsát, és ezzel sikerült újra a közönség kegyeibe férkőznie. Az albumról négy kislemez került ki: a Secret, a Take a Bow – amelyek hét hetet töltöttek a Billboard Hot 100 élén - a Bedtime Story, és a Human Nature. Az album a Billboard 200 harmadik helyén debütált. Hogy tovább javítsa a róla kialakult képet, kiadta balladagyűjteményét Something to Remember címmel 1995 novemberében. Az albumon három új dal szerepelt: Marvin Gaye I Want You című számának feldolgozása, valamint a top 10-es You’ll See, és a One More Chance.
Az énekesnő ez idő tájt Dennis Rodman kosárlabdázóval és Tupac Shakur rapperrel randevúzgatott. Shakur 1995-ben Madonnának írt levelében felfedte, hogy azért vetett véget a kapcsolatuknak, mert fehér volt. Később megismerte Carlos Leon fitneszedzőt, akivel járni kezdtek.
A modern művészet lelkes gyűjtőjeként, Madonna támogatta Tina Modotti első nagy retrospektívét a Philadelphiai Művészeti Múzeumban, 1995-ben. 1996-ban Madonna szponzorált egy kiállítást Basquiat festményeiből a londoni Serpentine Galley-ben. A következő évben szponzorálta Cindy Sherman művész retrospektívét a Modern Művészeti Múzeumban.
1996 februárjában Madonna elkezdte forgatni az Evita című musicalt Argentínában, melyben Evita Perónt formálta meg, akit a Lloyd-Webber musicalben először Elaine Paige alakított a West Enden, és amely kritikailag legelismertebb filmje lett. Madonna hosszú ideje szerette volna Perón szerepét játszani, és írt Alan Parker rendezőnek, hogy elmagyarázza, miért lesz tökéletes a szerepre. Az énekesnő így nyilatkozott erről: „Ez az a szerep amire születtem, hogy játszhassam. Mindent belefektettem, mert sokkal több volt, mint egy átlagos filmszerep. Egyszerre volt izgalmas, ugyanakkor megfélemlítő is”. Miután megkapta a szerepet, énekképzésre járt, valamint megismerkedett Argentína és Perón történelmével. A film forgatása közben Madonna többször rosszul lett, miután kiderült, hogy várandós. Az Evita 1996 decemberi megjelenése után, Madonna alakítását a filmkritikusok is dicsérték. Zach Conner a Time-tól megjegyezte: „ Az Evita rohadtul finom, jól leadott, és szépen megjelenített. Madonna ismét összezavarja elvárásainkat.”
A filmzenei albumról három kislemez került ki: a You Must Love Me, a Don’t Cry for Me Argentina, és az Another Suitcase in Another Hall, ezek közül a filmhez írt új dal a You Must Love Me Oscar- és Golden Globe-díjat nyert a Legjobb eredeti dal kategóriában, valamint Európa-szerte elérte az első helyet. Madonna szintén Golden Globe-díjat nyert alakításáért. Az 1996-os Billboard Music Awardson Tony Bennett Artist Achievement Díjat adott át az énekesnőnek. 1996. október 14-én megszületett Carlos Leonnal közös kislánya, Lourdes Maria Ciccone Leon. Mary Cross életrajzíró azt írja, hogy bár Madonna gyakran aggódott hogy terhessége hatással lehet az Evitára, néhány fontos célt elért. „Madonna végre diadalmaskodott a képernyőn, és megvalósította azt az álmát is hogy gyermeke legyen, mindkettőt ugyanabban az évben. Karrierje újabb fordulóponthoz érkezett, újra feltalálta önmagát és imázsát a nyilvánosság előtt”. Carlos Leonnal való kapcsolata 1997 májusában befejeződött, és kijelentette, hogy „jobb, ha csak barátok maradnak”.

### 1998–2002:Ray of Light,Music, második házassága, és turnézó visszatérés
Lánya, Lourdes születése után Madonna a keleti misztika és a kabbala iránt kezdett el érdeklődni, amelyet Sandra Bernhard színésznő mutatott be neki. Ebben az időszakban jelent meg hetedik stúdióalbuma, a Ray of Light, amely híven tükrözte az új változást mind megjelenésében, mind személyiségében. Madonna William Orbit elektronikai producerrel működött együtt, és olyan hangzást akart létrehozni, amely ötvözi a tánczenét a poppal és a brit rockkal. Az album az amerikai toplista második helyén debütált. Az AllMusic a művet az énekesnő „legvakmerőbb” albumának titulálta. A lemezről két top 5-ös dal került ki, az egyik a Frozen, amely a második helyet érte el, a másik pedig a címadó Ray of Light volt, amely az amerikai toplista ötödik helyéig jutott. Az album kritikus elismerést szerzett a Slant Magazinban, mint a „90-es évek egyik nagy pop-remekműve”. Kereskedelmileg számos országban elérte az első helyet, világszerte pedig több mint 16 millió példányban értékesítették. Az album 1999-ben négy Grammy-díjat is nyert, ebből a címadó dal hozott el egyet, a legjobb videó kategóriában. A klip az 1998-as MTV Video Music Awards legjobb videója is lett, és a Microsoft is felhasználta a dalt a Windows XP reklámjaiban. Az album első kislemezét, a Frozent, később egy belga író, Salvatore Acquaviva 1993-as Ma Vie Fout L'camp című száma plágiumának gondolták, így az album forgalmazását ezután betiltották Belgium egész területén. Az album helyet kapott a Rolling Stone magazinban minden idők 500 legjobb albumának listáján, ahol a 363. helyet szerezte meg. A Guinness Rekordok Könyvének 1998-as kiadása arról számolt be, hogy „egyetlen női előadó sem adott el annyi lemezt, mint Madonna világszinten”. Az énekesnő létrehozta a Ray of Light Foundationt is, amely a nőkre, az oktatásra, a globális fejlődésre, és az emberbarátiasságra összpontosított. Az album mellett Madonna szerepelt volna A szív dallamai című 1999-es filmben hegedűtanárként, de a rendező, Wes Cravennel fennálló nézeteltérései miatt kilépett a projektből. A Ray of Light sikere a Beautiful Stranger című kislemezzel folytatódott, amely a KicsiKÉM – Austin Powers 2. című film egyik betétdalának készült 1999-ben, és a 19. helyet szerezte meg a Billboard Hot 100-as listán.

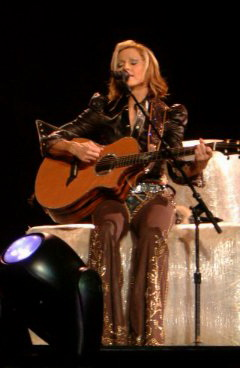
Madonna fellép a Drowned World Touron 2001-ben, amely egy szólóművész az év legjövedelmezőbb koncertturnéja

2000-ben szerepet kapott A második legjobb dolog című filmben, amelynek zenéjéhez az énekesnő két dallal is hozzájárult. Az egyik a Time Stood Still, a másik pedig az amerikai énekes, Don McLean 1971-es nagy slágerének feldolgozása, az American Pie volt, utóbbi a kilencedik első helyezett kislemeze lett az Egyesült Királyságban. A film az első héten 5,9 millió dollár bevétellel a második helyen debütált az Egyesült államok jegypénztárában, de ez gyorsan csökkent. A filmet John Schlesinger rendezte, amelyben Abigail "Abbie" Reynolds-ot alakította. Madonna következő, nyolcadik stúdióalbuma is ebben az évben debütált Music címmel, ami az első helyet szerezte meg a Billboard 200-as listán, és amely az elektronika által inspirált Ray of Light-korszak elemeit tartalmazta. A francia Mirwais Ahmadzaï producerrel együttműködve Madonna így nyilatkozott: „Szeretek olyan furcsaságokkal dolgozni, akikről senki sem tud – azokkal az emberekkel akik nyers tehetséggel rendelkeznek, és úgy zenélnek, mint bárki más. A zene a hangzás jövője.” Stephen Thomas Erlewine az AllMusictól, így nyilatkozott az albumról: „Annyi mélysége és rétege van, hogy könnyen olyan öntudatos és komoly, mint a Ray of Light.” Az album több mint 20 országban volt az első helyen, és az első tíz nap során négy millió példányt értékesítettek belőle. Az Egyesült Államokban szintén a csúcson debütált, ezzel pedig Madonna első helyezett albuma lett, a Like a Prayer óta. Elődjéhez hasonlóan elismerést kapott a kritikusoktól. Három szám került fel róla a slágerlistákra, ebből a Music a tizenkettedik olyan Madonna-dal volt, amellyel vezetni tudta az amerikai slágerlistát. A másik két szám a Don’t Tell Me és a What It Feels Like for a Girl volt. Az utóbbiból készült videóban gyilkosságokat, baleseteket hajt végre autójával, ezért az MTV és a VH1 betiltotta annak vetítését. Ugyanebben az évben az angol rendezővel, Guy Ritchie-vel kezdett járni, akit közös barátaikon, Stingen és annak feleségén, Trudie Styleren keresztül ismert meg még 1998 nyarán.
Madonna 2000. augusztus 11-én világra hozta fiukat, Roccót Los Angelesben, és még ez év decemberében Skóciában össze is házasodtak.
Nyolc év kihagyás után 2001. június 9-én startolt el ötödik koncertturnéja, a Drowned World Tour, amelynek helyszínei az Egyesült Államokban és Európában voltak. A koncertsorozat az év legnagyobb bevételt hozó koncertturnéi közé került, mivel a 47 helyszínen összesen 75 millió dolláros bevételre tett szert. Még ebben az évben kiadta második válogatáslemezét, a GHV2-t is, amely 15 kislemezt tartalmazott karrierjének második évtizedéből, és amelynek kiadása egybeesett a Drowned World Tour koncertvideó megjelenésével is. Az album a hetedik helyen debütált a Billboard 200-as listán, világszerte pedig hétmillió darabot adtak el belőle. Szerepelt még férje Guy Ritchie 2002-es Swept Away című filmjében is, amely anyagi csőd lett, a 10 millió dolláros előállítási költségből mindössze 598 000 dollárt hozott vissza. A filmet a kritikusok is negatívan értékelték, és Angliában már eleve csak videón adták ki. Ez év májusában az Up For Grabs című darabban játszott a londoni Wyndham’s Színházban a West Enden, amely az „este legnagyobb csalódása” volt. Ugyanez év októberében a huszadik James Bond filmhez, a Halj meg máskorhoz írt Die Another Day című főcímdala is megjelent, amely a nyolcadik helyet szerezte meg a Billboard Hot 100-as listán. A filmben volt egy cameoszerepe is, amelyet Peter Bradshaw a The Guardian-tól "hihetetlenül fásultnak" minősített.  Érdekessége, hogy egyszerre volt jelölve Golden Globe-díjra a legjobb eredeti filmzene és Arany Málna díjra, a legrosszabb eredeti filmzene kategóriában.

### 2003–2006:American Life,Confessions on a Dance Floor, és első örökbefogadása

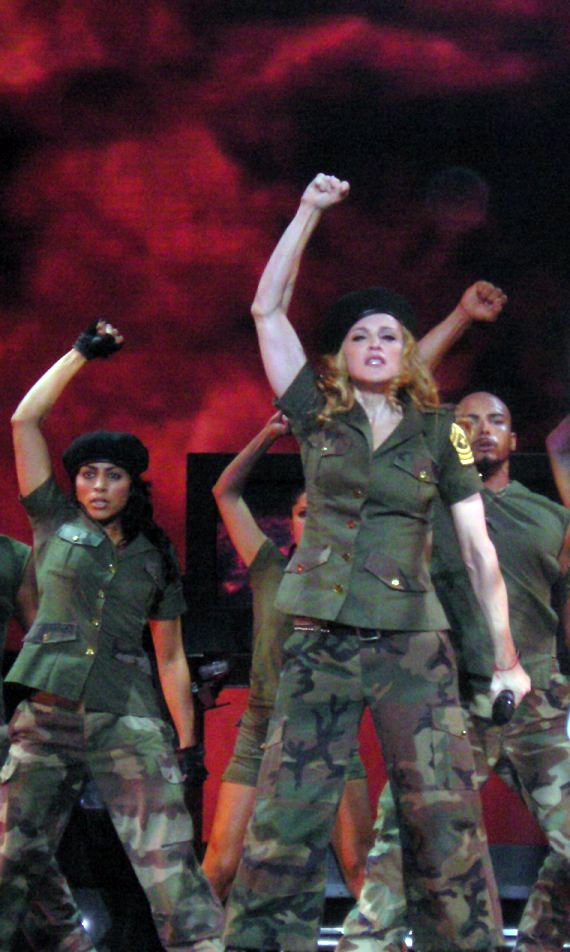
Madonna 2004-ben ismét rekordokat döntött, amikor a Re-Invention World Tour koncertturnéja lett az év legtöbb bevételt hozó turnéja

A Die Another Day után Madonnával divatfotósa Steven Klein kiállítást készített X-STaTIC PRO=CeSS címmel 2003-ban, amely a W magazinnak készült fotókat és további hét videó részletet tartalmazott. A kiállítás március végétől május elejéig tartott a New York-i Deitch Projects galériában. Később a kiállítás bejárta a világot egy átszerkesztett változatban. 2003. április 21-én kiadta kilencedik stúdióalbumát, az American Life-ot. Témáját tekintve híven tükrözi az album címét, amely amerikai társadalmi problémákat vet fel. Az album vegyes fogadtatásban részesült. A címadó American Life a 37. helyen debütált a Billboard Hot 100-as listáján. Eredeti zenei videóját törölték, mivel Madonna azt hitte, hogy az erőszakos és háborús képeket ábrázoló klip hazafiasnak tekinthető, mivel Amerika akkoriban háborúban állt Irakkal. Az albumból világszerte összesen négy millió kelt el, ezzel karrierjének legkevesebb példányszámban eladott albuma lett. Később fellépett Britney Spearsszel, Christina Aguilerával és Missy Elliottal a 2003-as MTV Video Music Awardson, ahol Madonna Hollywood című számát adták elő közösen. Mindenki meglepetésére a szám végén Madonna először Britney Spearst, majd Christina Aguilerát is megcsókolta. A fellépés hatalmas média visszhangot keltett. Az énekesnő emellett szerződést írt alá a Callaway Arts & Entertainment-tel, hogy öt gyermekkönyv szerzője legyen. Az első ilyen könyv, The English Roses címmel jelent meg 2003 szeptemberében. A történet négy angol tinilányról szólt, akik irigyek és féltékenyek egyik társukra. A könyv a The New York Times Best Seller első helyén debütált, és minden idők leggyorsabban eladott gyermekkönyve lett. Az énekesnő minden bevételét egy gyermek jótékonysági szervezetnek ajánlotta fel. 2003 októberében Britney Spears Me Against the Music című számában vokálozott, és szerepelt annak klipjében is. Az év végén megjelentette Remixed & Revisited néven futó albumát, amin az American Life album dalainak remixelt változatai találhatók. Ezen kívül egy új dal is helyet kapott a lemezen, a Your Honesty, amely a Bedtime Stories-éra egyik kiadatlan dala volt.
A következő évben Madonna és kiadója, a Maverick beperelték a Warner Music Groupot, valamint annak korábbi anyavállalatát, a WarnerMediát, amely azt állította, hogy a források rossz kezelése, valamint a nem megfelelő könyvelés több millió dollárba került a vállalatnak. Viszonzásul a Warner ellenkérelmet nyújtott be, amely szerint a Maverick önmagában több tízmillió dollárt veszített el. A vita megoldódott, amikor a Madonna és a Ronnie Dashev tulajdonában lévő Maverick részvényeit a Warner megvásárolta. Madonna és Dashev cége ezután a Warner Music Group teljes tulajdonú leányvállalatává vált, ám Madonnát egy külön felvételi szerződés alapján továbbra is a Warnerhez írták alá. 2004 közepén elindult Re-Invention World Tour című turnéja az Egyesült Államokban, Kanadában, és Európában, amely az év legtöbb bevételét hozó koncertsorozata lett, körülbelül 120 millió dollárral. Ezalatt elkészítette új dokumentumfilmjét, az I’m Going to Tell You a Secretet. Ez év novemberében bekerült az UK Music Hall of Fame-be, a The Beatles, Elvis Presley, Bob Marley, és a U2 mellett. A Rolling Stone minden idők 100 legnagyobb művészének különszámában a 36. helyre sorolta, amelyben Britney Spears írt egy róla szóló cikket.

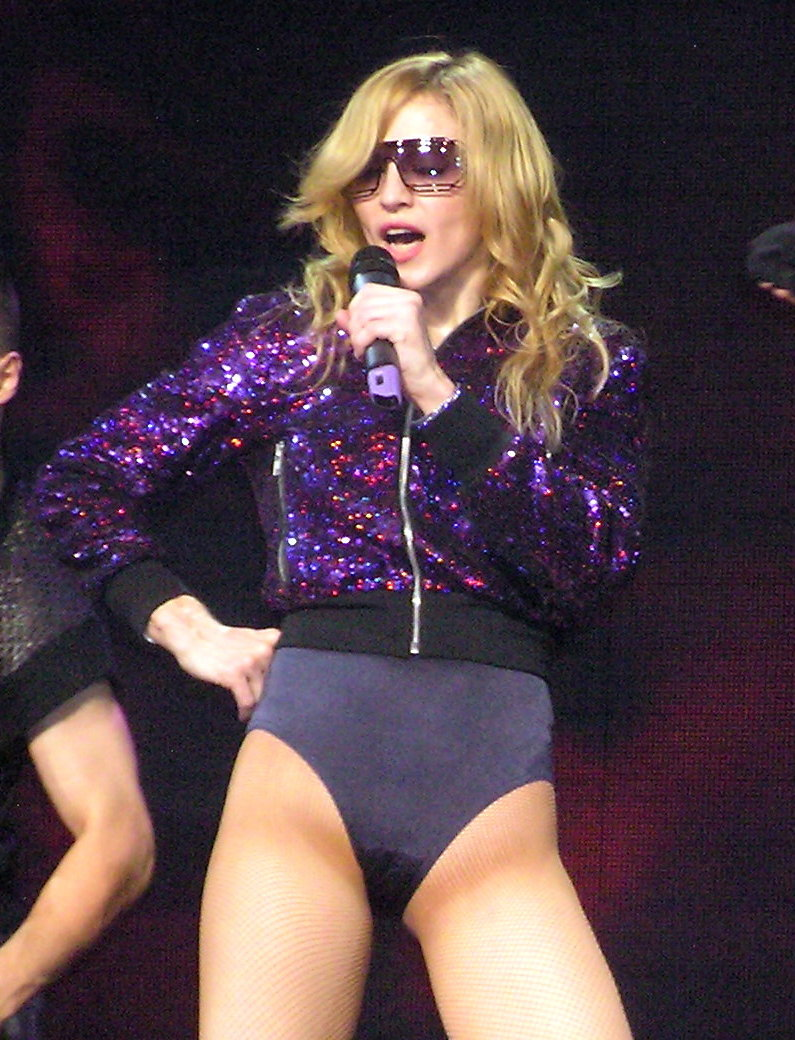
Madonna a Confessions Tour-on 2006-ban

2005 januárjában a Tsunami Aid rendezvényen, elénekelte John Lennon Imagine című dalát. Ez év júliusában a londoni Live 8 koncerten is fellépett. Novemberben pedig megjelentette tizedik stúdióalbumát a Confessions on a Dance Floort, amelyről a Hung Up és a Sorry világszerte sikeresek lettek. Az album első kislemeze, a Hung Up, 40, illetve 41 országban az első helyet érte el, ezzel helyett kapott a Guinness-világrekordban. A dal tartalmazta az ABBA Gimme! Gimme! Gimme! című dalának egy átdolgozott részletét, az együttes azonban csak másodszor engedte meg művük felhasználását. Björn Ulvaeus, az ABBA dalszerzője, megjegyezte: „Ez egy csodálatos dal – 100%-ban szilárd popzene.” Az album második kislemeze, a Sorry, Madonna tizenkettedik első helyezett dala lett az Egyesült Királyságban. Zeneileg a lemez egy DJ által összeállított klubkészletre épült, amelyet a kritikusok is elismertek. Az album Grammy-díjat nyert a Legjobb Elektronikus / Táncalbum kategóriában. 2006 májusában kezdetét vette a Confessions Tour című turnéja, melynek közönsége elérte az 1.2 milliót. A turné csaknem 200 millió dolláros bevételt hozott neki, így a történelem egyik legsikeresebb turnéja lett. Live to Tell című dalának előadása közben olyan vallási szimbólumokat használt, mint a feszület vagy a tövis korona, emiatt az Orosz ortodox egyház valamint az Orosz Zsidó Közösségek Szövetsége arra ösztönözte tagjait, hogy bojkottálják a koncertet. Ugyanakkor az International Federation of the Phonographic Industry (IFPI) hivatalosan is bejelentette, hogy Madonna albumainak több mint 200 millió példányát adta el világszerte.
Még a turné folyamán megalapította a Raising Malawi jótékonysági szervezetet, és elhatározta hogy örökbefogad egy David Banda nevezetű fiút 2006 októberében. Az adoptálás erőteljes reakciókat váltott ki, mivel a malawi törvény megkövetelte, hogy a szülők az adoptálás előtt egy évig Malawiban tartózkodjanak, az énekesnő azonban ezt nem tette meg. Az esetről a The Oprah Winfrey Show is szólt, mondván Malawiban nem létezik olyan írásbeli adoptálási törvény amely a külföldi örökbefogadást szabályozná. Elmondta, hogy Banda tüdőgyulladásban szenvedett a maláriából, és a gümőkórból való felépülése után, amikor először találkoztak vele. Banda biológiai apja, Yohane, hozzátette: „Ezek az úgynevezett emberi jogi aktivisták minden nap zaklatnak engem, azzal fenyegetve, hogy nem vagyok tisztában azzal, amit csinálok... Azt akarják, hogy támogassam a bírósági ügyüket, amit nem tehetek meg, mert tudom, hogy miben állapodtam meg Madonnával és a férjével”. Az adoptálást végül 2008 májusában engedélyezték.

### 2007–2011: Filmrendezések,Hard Candy, üzleti vállalkozások, és a W.E.

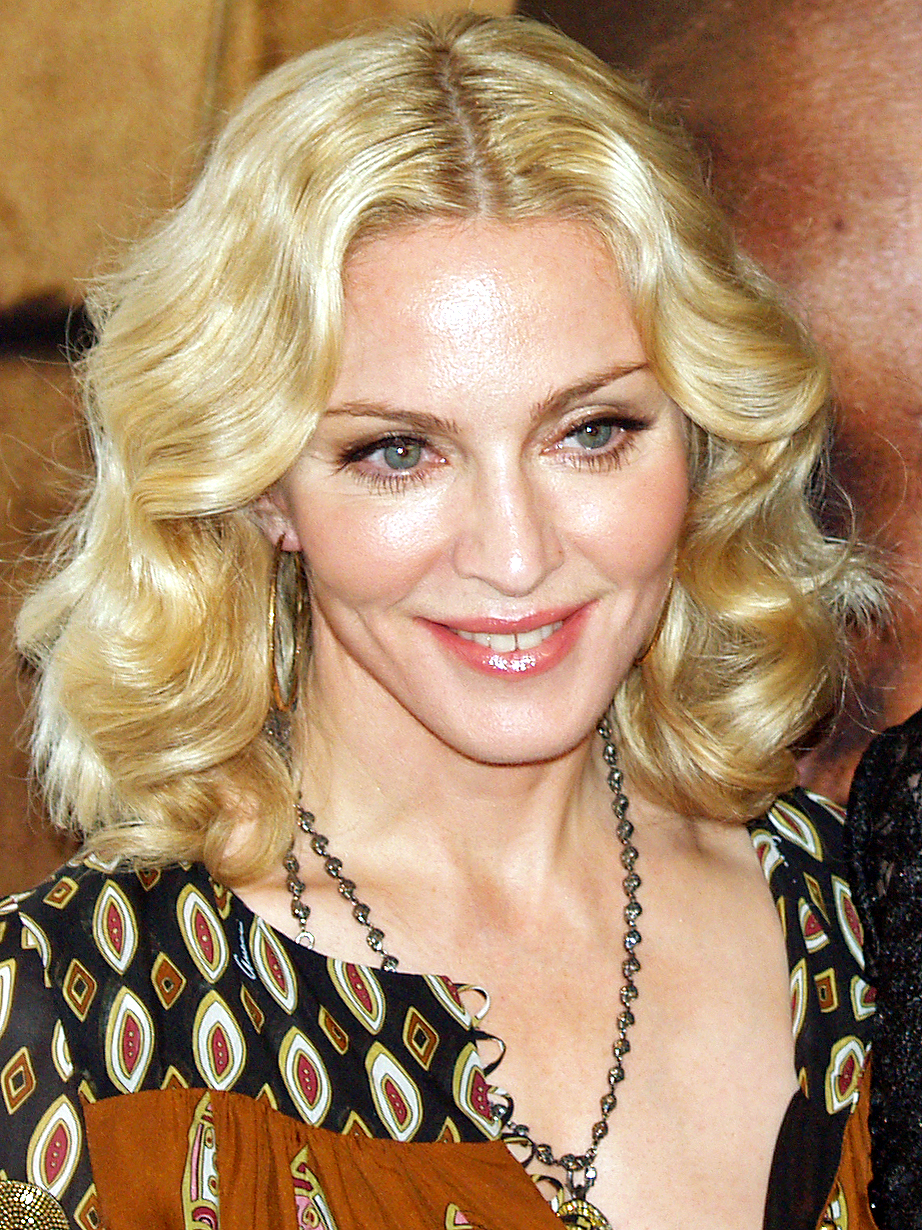
Az énekesnő az I Am Because We Are bemutatóján a 2008-as Tribeca Filmfesztiválon

2007 májusában megjelentette a csak digitálisan letölthető dalát a Hey You-t, ami a Live Earth előfutára és hivatalos himnusza volt. A dalt a megjelenés hetében ingyen lehetett letölteni. Ez év októberében bejelentette különválását a Warner Bros. Recordstól, és egy új, 120 millió dolláros 360-as szerződést írt alá a Live Nationnel tíz évre. Ezzel ő lett a Live Nation új zenei részlegének a Live Nation Artistsnak az alapító művésze. Ugyanez év szeptemberében a Rock and Roll Hall of Fame bejelentette, hogy Madonna egyike lesz az öt beiktatottnak a 2008-as évben. A ceremóniára az év márciusában került sor. Nem énekelt az ünnepségen, hanem felkérte a Hall of Fame-be bekerült társait, és a michigani bennszülötteket, a The Stoogest, hogy adják elő a Burning Up és a Ray of Light című dalait. Ezt követően az énekesnő elkészítette első dokumentumfilmjét I Am Because We Are címmel, amely a malawi emberek életkörülményeit mutatja be. A filmet egykori kertésze, Nathan Rissman rendezte. A The Guardian azt írta Madonnáról, hogy „Jött, látott és meghódította a világ legnagyobb filmfesztiváljait”. Ugyanekkor elkészítette első nagyjátékfilmjét is Filth and Wisdom címmel, amelynek cselekménye három barát és törekvéseik körül forog. A film vegyes fogadtatásban részesült a brit sajtó részéről. A The Times úgy fogalmazott, hogy „büszke lehet magára”, míg a The Daily Telegraph úgy vélekedett, hogy „nem egy reménytelen kezdeményezés, de Madonna jobban tenné, ha az igazi szakmájánál maradna”.
2008 áprilisában megjelentette tizenegyedik stúdióalbumát, a Hard Candy-t. A Rolling Stone magazin úgy emlegette, mint „egy megkapó ízelítő a soron következő turnéjából”. Az album dalai főként önéletrajzi jellegűek voltak, és olyan előadókkal működött együtt, mint Justin Timberlake, Timbaland, Pharrell Williams, vagy Danja. Az album a brit slágerlista és a Billboard 200-as lista első helyén debütált 37 országban, 280 000 eladott példánnyal. Alapvetően pozitív kritikákban részesült világszerte, de voltak akik lehúzták az albumot mondván, hogy „célja csak az utcai zenét kedvelők piacának megszerzése volt”.
Az album első kislemeze a 4 Minutes volt, mely a Billboard Hot 100-as lista harmadik helyét szerezte meg, így ez lett Madonna 37. top 10-es slágere. Ezzel a teljesítményével felülmúlta Elvis Presley-t, az Egyesült Királyságban pedig azóta is rekordernek számít, mivel tizenhárom első helyezést elért slágere van. Az albuma további népszerűsítése érdekében, 2008 augusztusában elindult a Sticky & Sweet turnéja, amely az első Live Nationnel szervezett koncertsorozata volt.

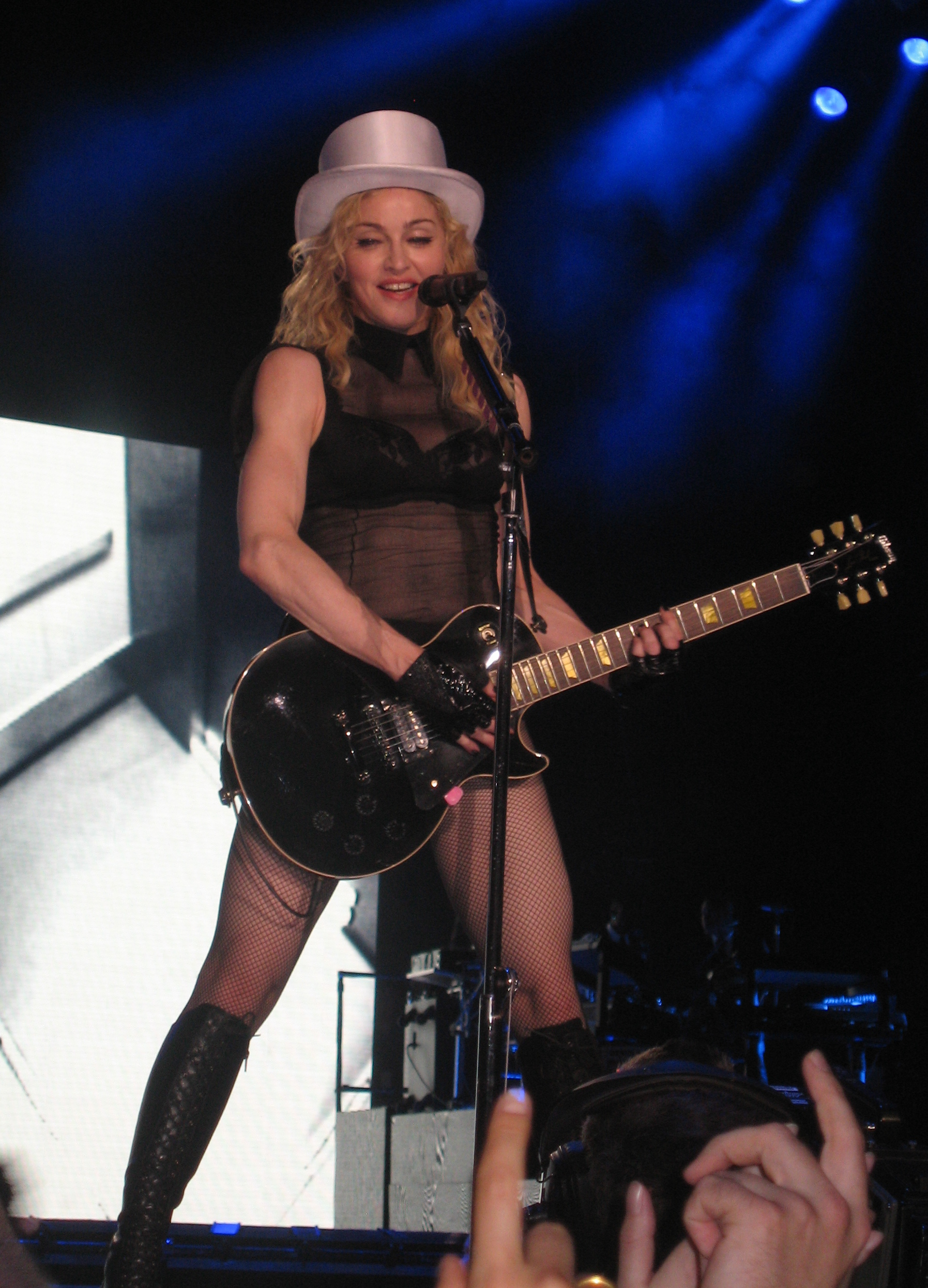
411 millió dolláros (560,62 dollár 2022-ben) végső bevételével a 2008–2009-es Sticky & Sweet Tour volt abban az időben a legtöbbet kereső koncertkörút

A turné minden idők legjövedelmezőbb turnéja lett amit női szóló énekes valaha is nyújtott, felülmúlva ezzel korábbi rekordját, amit a Confessions Tourral állított fel még 2006-ban. Ez volt az első olyan turnéja is, amihez egy második szakaszt is beiktattak 2009 elején, ennek keretén belül az énekesnő olyan országokban adott koncertet, ahol korábban még soha, többek között fellépett Budapesten, a Kincsem Parkban is.

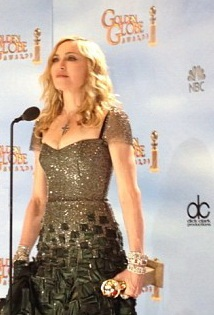
A W.E. rendezői debütálásáért írt Masterpiece a legjobb eredeti dal Golden Globe-díját hozta el Madonnának 2012-ben

Ugyancsak ebben az évben jelent meg az öccse, Christopher Ciccone által írt könyv, a Life with My Sister Madonna, amely a The New York Times bestseller listájának második helyén debütált. A könyvhöz Madonna nem adta beleegyezését és ez viszályt váltott ki közöttük. Még ezen év októberében jelentette be közel nyolc év házasság után válását Guy Ritchievel, melyet hivatalosan decemberben mondtak ki. Az okok között szerepelt a folytonos veszekedések mellett többek között, hogy az énekesnő megunta a korábban imádott nagy-britanniai életet, férje pedig úgy érezte, hogy az ő karrierje háttérbe szorul feleségéével szemben. 2008 decemberében Madonna szóvivője bejelentette, hogy az énekesnő válási egyezséget kötött Ritchie-vel, amelynek feltételei 50–60 millió fontot (68,49–82,19 millió dollárt) biztosítottak számára, amely összeg magában foglalja a pár londoni pubját és rezidenciáját is, valamint az Ashcombe House, Wiltshire birtokot Angliában. Ezt követően kompromisszumos megoldást kötöttek az akkor nyolc, illetve három éves Rocco és David számára, és megosztották a gyerekek idejét Ritchie londoni otthona és Madonna New York-i otthona között, ahol Lourdes is csatlakozott hozzájuk.
2009. március 2-án Madonna megkapta a Japan Gold International Artist of the Year díjat a Japán Hanglemezgyártók Szövetsége ünnepségén, a Hard Candyért. Nem sokkal ezután, 2009 májusában, az énekesnő úgy döntött, újra örökbe fog fogadni egy gyermeket Malawiból, amit az ország legfelsőbb bírósága elutasított arra hivatkozva, hogy Madonna nem az ország lakosa. Fellebbezést nyújtott be, így 2009. június 12-én Malawi legfelsőbb bírósága végül engedélyezte Chifundo "Mercy" James adoptálását.
2009 júniusában a Forbes magazin a harmadik legbefolyásosabb hírességnek választotta. A Sticky & Sweet Tour befejezését követően az énekesnő egy újabb szerződést íratott alá a Warnerrel, és ez év szeptemberében kiadta harmadik válogatásalbumát Celebration címmel. A lemezre két új dal került fel: a Celebration, és a Revolver, valamint a kiadónál megjelent harmincnégy korábbi slágere, zenei karrierjének első-második-és harmadik évtizedéből. A Celebration számos országban került az első helyre, köztük Kanadában, Németországban, Olaszországban, és az Egyesült Királyságban. A 2009-es MTV Video Music Awardson tiszteletét fejezte ki az elhunyt pop-énekesnek, Michael Jacksonnak.  Madonna a 2000-es éveket az évtized egyetlen legkelendőbb kislemezelőadójaként fejezte be az Egyesült Államokban, az Egyesült Királyságban pedig az évtized legtöbbet játszott művészeként. A Billboard az évtized harmadik legnépszerűbb művészévé választotta – csak a The Rolling Stones és a U2 után-, bruttó több mint 801 millió dollárral, 6,3 millió látogatóval, és a 248 előadásból 244 telt házzal.
2010 januárjában fellépett a Hope for Haiti Now: A Global Benefit for Earthquake Relief televíziós adománygyűjtő koncerten, ez év áprilisában pedig megjelentette Sticky & Sweet Tour című harmadik koncertalbumát, amely a Billboard 200-as lista tizedik helyén debütált.  Az énekesnő megadta teljes dalkatalógusának jogait a Glee – Sztárok leszünk! című sorozathoz is, a készítők pedig létrehoztak egy olyan epizódot, amely kizárólag az ő dalait tartalmazta. 
Miután Madonna a csak az Amerikai Egyesült Államok területén forgalmazásba került Material Girl névre keresztelt divatcikkeket kezdett el forgalmazni, kizárólag csak a fiatal tinédzser korosztály számára, a 2011-ben bejelentésre kerülő Truth or Dare by Madonna divatmárka alatt az énekesnő már a huszonhét és ötven év közötti nőknek szánt divattermékekkel tért vissza. Elsősorban cipők, táskák, fehérneműk, és parfümök szerepeltek márkájában, melyet az Iconix partnervállalkozással együtt indított, és amelyben lánya Lourdes is segédkezett. Az énekesnő saját divatmárkát indított, amelyet az 1980-as évek ruházati vonala inspirált. Madonna Hard Candy Fitness néven – utalva ezzel a 2008-ban megjelent tizenegyedik stúdióalbumára a Hard Candyre, – 2010 októberében egy sor fitnesz központot nyitott a világ minden táján, többek között Berlinben, Mexikóvárosban, Moszkvában, Rómában, Sydney-ben, és Torontóban is.
2011 szeptemberében a 68. Velencei Nemzetközi Filmfesztiválon mutatták be az énekesnő második játékfilmjét W.E. címen. Az életrajzi dráma VIII. Eduárd brit király és Wallis Simpson szerelmi viszonyáról szól. A kritikusok többsége negatívan értékelte a filmet, ennek ellenére a Madonna által énekelt betétdal, a Masterpiece elnyerte a legjobb eredeti filmbetétdalnak járó Golden Globe-díjat.

### 2012–2016: Super Bowl XLVI félidei show,MDNA,Rebel Heart

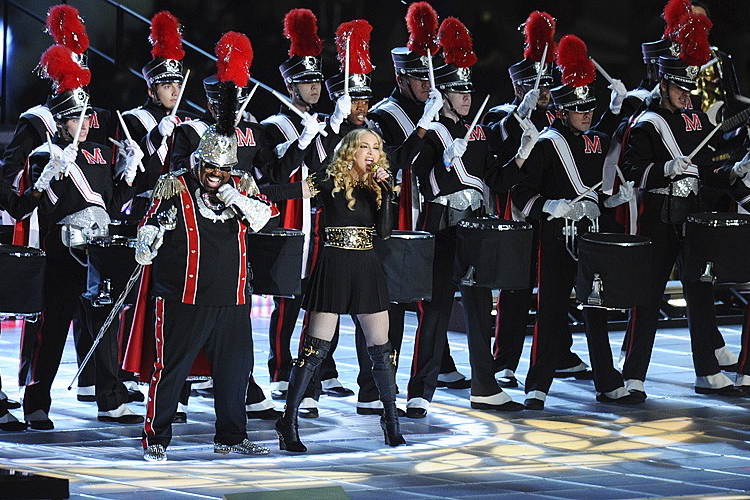
Madonna, akihez csatlakozott Cee Lo Green és egy felvonuló zenekar fellép a Super Bowl XLVI félidei show alatt 2012. február 5-én

2012 februárjában fellépett a Super Bowl XLVI félidei show-jában, a Lucas Oil Stadionban, Indianapolisban, Indiana államban, melyhez segítségül volt számára a Cirque du Soleil és Jamie King kreatív rendező, valamint a show alatt vendég volt mellette az LMFAO, Nicki Minaj, M.I.A. és Cee Lo Green is. A 114 millió néző által megtekintett fellépése pedig minden idők legnézettebb félidei show-ja lett a Super Bowl történetében, többen nézték az énekesnő produkcióját, mint magát a játékot. A műsor alatt továbbá elsőként volt hallható a Give Me All Your Luvin’ című új dala is, a nem sokkal később, március 23-án megjelenő tizenkettedik stúdióalbuma, az MDNA első kislemeze. Az albumon olyan producerekkel dolgozott együtt, mint William Orbit, vagy Martin Solveig. Ez volt az első kiadása az Interscope Recordsszal kötött három albumra szóló szerződése keretében, amelyet a Live Nationnel kötött szerződése részeként írt alá. A lemezkiadóhoz szerződött, mivel a Live Nation nem tudott zenei felvételeket terjeszteni. Az album pozitív kritikákban részesült, egyúttal másodszor is sikerült felülmúlnia Elvis Presley rekordját, így ő lett a legtöbb listavezető albumot kiadott énekes az Egyesült Királyságban. Az album címét ennek ellenére több kritika is érte az MDNA-ra, azaz az extasy kábítószer elnevezésével való hasonlóságai miatt. Az MDNA lett Madonna ötödik egymást követő stúdióalbuma, amely a Billboard 200 első helyén debütált. Az új albuma népszerűsítése érdekében megrendezésre kerülő The MDNA Tour 2012 májusában vette kezdetét Tel-Avivban, és 2012 decemberéig tartott. A turné pozitív kritikai fogadtatást kapott, de több kritika és ellentmondás is érte a műsor erőszakos jellege, lőfegyverek felvonultatása, az énekesnő meztelenkedései és politizálásai miatt. Ennek ellenére a turné 305,2 milliós bevételével, mind a 88 helyszínén telt házas előadásként zajlott, és végül ez lett a legtöbb bevételt hozó turné 2012-ben, és minden idők tizedik legtöbb bevételt hozó turnéja. A 2013-as Billboard Music Awards-gálán Madonna több kategóriában is trófeát nyert az MDNA-vel, többek között a legjobb turnét nyújtó előadó, a legjobb dance előadó és a legjobb dance album kategóriákban. A Forbes magazin 2013-as évre vonatkozó felmérése alapján Madonna lett a legtöbbet kereső híresség, köszönhetően az új lemezének és az azzal járó turnénak, mellyel a felmérés alapján 125 millió dollárt keresett.
Az énekesnő Raising Malawi szervezete 2013-ra tíz iskolát épített fel Malawiban, mintegy 4000 gyermek taníttatásáról gondoskodva, 400 ezer dollár értékben. Amikor Madonna 2013 áprilisában ellátogatott az iskolákba, Malawi elnöke, Joyce Banda azzal vádolta őt, hogy eltúlozza a jótékonysági hozzájárulást. Madonnát elszomorította Banda nyilatkozata, de tisztázta, hogy „nem állt szándékában elterelni a figyelmét ezekről a nevetséges állításokról”. Később kiderült, hogy Banda nem hagyta jóvá a sajtócsoportja által kiadott nyilatkozatot.
2013. szeptember 9-én megjelent negyedik koncertlemeze az MDNA World Tour. Ugyanebben a hónapban debütált Madonna és fotós barátja, Steven Klein, tizenhét perces rövidfilmje, a secretprojectrevolution. A film az Art for Freedom : Művészet a szabadságért világkampány részeként jött létre, amely célja a szólás- és a véleményszabadság mellett való kiállás. A program egyúttal lehetőséget biztosít bárki részére, hogy kifejezze, számára mit jelent a szabadság, akár videó, zene, vers vagy fotó formájában. A kezdeményezést a BitTorrent tette ingyenesen elérhetővé, mellé pedig automatikusan csatolt egy fotósorozatot valamint egy az énekesnővel készített interjút és egy általa publikált levelet. A projekttel kapcsolatban Madonna így fogalmazott: „Remélem, hogy sok embert cselekvésre bír majd a kampány, szót mernek majd emelni a különféle elnyomások, intoleranciák és bizonytalanságok ellen”. Az alkotások besorolásának segítségében már olyan művészek is az énekesnő rendelkezésére álltak, mint az amerikai mágus David Blaine vagy Katy Perry.
Az énekesnő 2014-ben és 2015-ben több élőadásos szereplést tudhatott maga mögött. 2014 januárjában fellépett az 56. Grammy-gálán, ahova kisfiával, Daviddel érkezett. A show utolsó harmadában Macklemore, Ryan Lewis, Mary Lambert, és Queen Latifah társaságában előadták Open Your Heart című slágerét, amely előadás alatt összesen harminchárom meleg és heteroszexuális pár kelt egybe. Nem sokkal ezután szerepelt Miley Cyrusszal az MTV Unplugged című műsorban, melynek keretein belül közösen adták elő Madonna Don’t Tell Me és Miley We Can’t Stop című slágereit.
Madonna 2014 májusában szülővárosába Detroitba is ellátogatott, hogy a város csődjéhez pénzadománnyal nyújtson segítséget. Ugyanebben az évben üzleti vállalkozásai kiterjedtek a bőrápolási termékekre is, az MDNA Skin elindításával, amely először Tokióban, Japánban debütált.

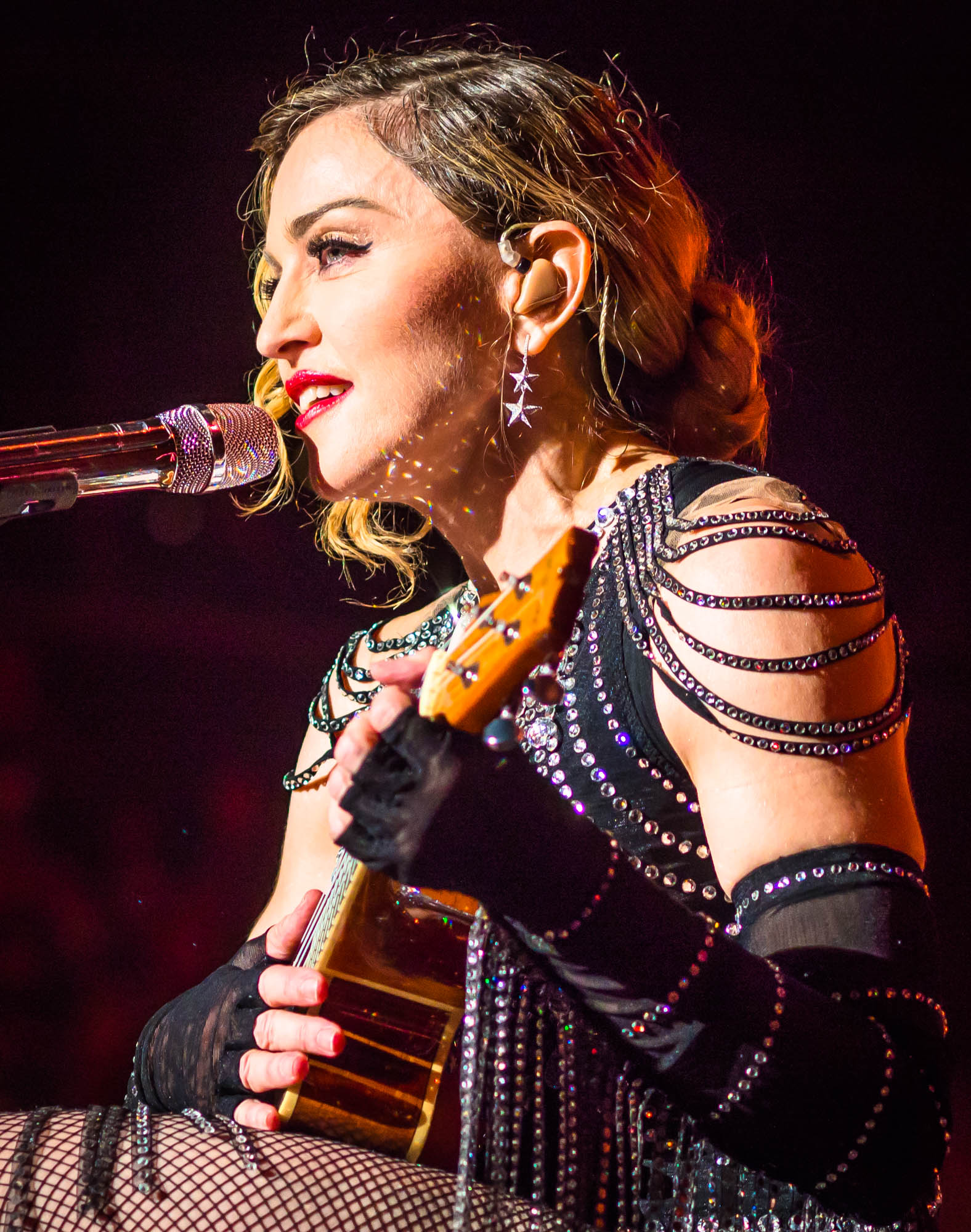
Madonna a 2015–2016-os Rebel Heart Tour című turnéján, a La Vie en rose című Édith Piaf dalt énekelve

2015 márciusában megjelent tizenharmadik stúdióalbuma, a Rebel Heart. Nem sokkal megjelenése előtt, az előző év decemberében egy izraeli hacker a tizenhárom dal demóváltozatát kiszivárogtatta az internetre, melynek hatására az énekesnő a dalok eredeti változatát tette elérhetővé hivatalos iTunes Store oldalán. A javarészt pozitív kritikákban részesülő albumon olyan producerekkel dolgozott együtt mint Diplo, Avicii, Natalia Kills, vagy Kanye West. Az album számos zenei piacon az első helyezést érte el, többek között Ausztráliában, Kanadában, Németországban, és Olaszországban, ugyanakkor Madonna első olyan albuma is lett, amely elmaradt a Billboard 200 első helyétől a Ray of Light óta. Az önvizsgálatot a lemezen elterjedt egyik alapvető témaként sorolták fel, a ,,személyes és karrierista reflexió valódi kijelentései mellett". Madonna elmagyarázta Jon Parelesnek, a The New York Times-ból, hogy bár soha nem tekintett vissza korábbi törekvéseire, az album számára helyesnek tűnt, ha visszaemlékezik rá. A kritikusok a lemezt az elmúlt évtized legjobb próbálkozásának nevezték. Az album első kislemeze és videóklipes dala a Living for Love volt, amellyel az énekesnő több showban is fellépett. Első ilyen alkalom az 57. Grammy-gála volt, amely egyben az este legnézettebb eseménye is lett. Ezt követte a 2015-ös Brit Awards díjátadón való fellépése, ahol egy az énekesnőről rosszul lerántott lepel miatt leesett a színpadról. Több más dalával együtt szerepelt még a francia Le Grand Journal és a népszerű amerikai The Ellen DeGeneres Show-ban is. Az 57. Grammy-gálán való fellépése mellett nagy médiafigyelmet kapott megjelenése is, ugyanis egy a matadorok és a Moulin Rouge táncosok maskarájának ötvözetében jelent meg. Nem sokkal ezt követően Taylor Swift gitárkísérete mellett elénekelte Ghosttown című slágerét az iHeartRadio díjátadón. Ezt követte a Coachella Fesztiválon való fellépése 2015 áprilisában, amely közben Madonna ismét színpadi csókot váltott ám most a rapper Drake-kel. A 2003-as, Britney Spearsszel és Christina Aguilerával valótól eltérően ez a csók azért járta be a sajtót, mert a rapper rosszul lett, és furcsán fintorgott az aktust követően. Ezt később az énekesnő rúzsának számára rossz ízével magyarázta majd hozzátette: „Ne értelmezzétek félre a meglepettségemet! Összeállhattam a királynővel és emiatt örökké boldog leszek”.
2015 szeptemberében indult a következő év márciusáig tartó tizedik világ körüli turnéja, a Rebel Heart Tour, amelynek során járt Észak-Amerikában, Európában, Ázsiában, és 23 év után először, Ausztráliában is, ahol a Madonna: Tears of a Clown című egyszeri show-val is kedveskedett rajongóinak. A turné 82 bemutatójából összesen 169,8 millió dollárt gyűjtött össze, több mint 1,045 millió jegyeladással. A turné folyamán jogi harcba keveredett Guy Ritchie-vel, fiuk Rocco felügyeleti joga miatt. A vita akkor kezdődött, amikor Rocco úgy döntött, hogy továbbra is az édesapjával szeretne élni Angliában, amikor a turné ott járt, az énekesnő azonban azt akarta, hogy fia visszatérjen vele az Egyesült Államokba. A bírósági meghallgatások New Yorkban és Londonban is megtörténtek. Több tanácskozás után, Madonna végül visszavonta felügyeleti kérelmét, és peren kívül megegyezett volt férjével.
2016 októberében, a Billboard amerikai zenei magazin szavazásán, elnyerte a az év nője címet. „Tompa és brutálisan őszinte” beszéde az életkorról és a szexizmusról az eseményen, széles körben elterjedt a médiában. A következő hónapban rögtönzött akusztikus koncertet adott a Washingtoni Square Parkban, a 2016-os amerikai elnökválasztás alkalmából, Hillary Clinton kampányának támogatására. Megdöbbentette, hogy Donald Trump nyerte a választásokat, aminek hangot is adott a washingtoni Women's March on Washington elnevezésű demonstráción, egy nappal a beiktatás után, amikor azt mondta hogy „sokat gondolt a Fehér Ház felrobbantására”. Másnap kijelentette, hogy nem egy erőszakos ember, és idézetét csupán metaforikusan értette. A 2016. december 9-én megrendezett Billboard Women In Music díjátadón elhangzott nők helyzetéről szóló beszédét szintén nagy médiavisszhang követte.

### 2017–2021: Lisszabonba költözés ésMadame X

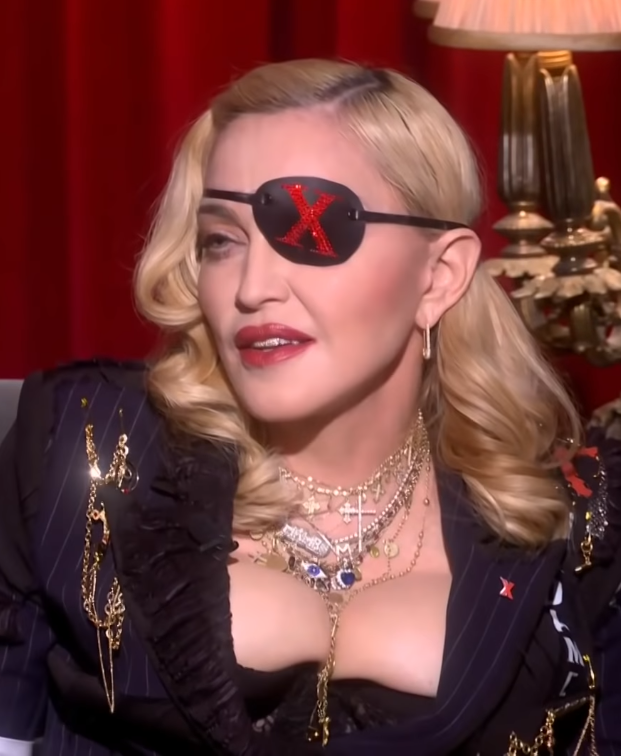
Madonna a Madame X alteregójaként debütál 2019-ben

Az énekesnő 2017 februárjában egy ikerpárt fogadott örökbe Malawiból, a négyéves Esteret és Stellát, az év nyarán pedig Lisszabonba, Portugáliába költözött adoptált gyermekeivel. Júliusban megnyitotta a Mercy James Gyermekgyógyászati Sebészeti és Intenzív Egészségügyi Intézetet Malawiban, a gyermekek kórházát, melyet a Raising Malawi jótékonysági szervezet révén épített. 2017 szeptemberében megjelent ötödik koncertalbuma a Rebel Heart Tour, amely elnyerte a nyugati művészek legjobb zenei videóját a 32. Japan Gold Disc Awardon. Ugyanebben a hónapban Madonna kozmetikai márkája az MDNA Skin az Egyesült Államokban is elérhetővé vált. Néhány hónappal korábban a Gotta Have Rock and Roll aukciós ház eladásra bocsátotta az énekesnő személyes tárgyait mint például a Tupac Shakurtól kapott szerelmes leveleket, kazettákat, fehérneműt, és hajkefét. Darlene Lutz-ot, az árverést kezdeményező művészeti kereskedőt Madonna képviselői perelték be az eljárás leállítása érdekében. Madonna kijelentette, hogy hírességi státusza „nem akadályozza a magánélete megőrzéséhez való jogát, beleértve a nagyon személyes tárgyakat sem”. Az énekesnő elvesztette a pert, az elnöki bíró pedig végül Lutz mellett döntött, aki bebizonyította, hogy Madonna 2004-ben jogi megállapodást kötött vele a tárgyak eladásáért.
Lisszabonban élve, Madonna találkozott Dino D'Santiagóval, aki számos helyi fadót, mornát, és szambát játszó zenésszel ismertette őt össze. Rendszeresen meghívták „nappali üléseikre”, ez inspirálta 14. stúdióalbuma, a Madame X felvételeit. Madonna több zenésszel együtt készítette az albumot, elsősorban régi munkatársával, Mirwaisszal és Mike Dean-nel. Az album alapvetően kedvező fogadtatásban részesült, az NME szerint „merész, bizarr, önreferencia, és semmihez sem hasonlítható, amit Madonna korábban valaha is csinált”. 2019 júniusában adták ki, és a Billboard 200 első helyén debütált, és ott lett Madonna kilencedik első helyezett albuma. Mind a négy kislemeze – Medellín, Crave, I Rise, és I Don’t Search I Find – a Billboard Dance Club Songs listájának első helyére került.

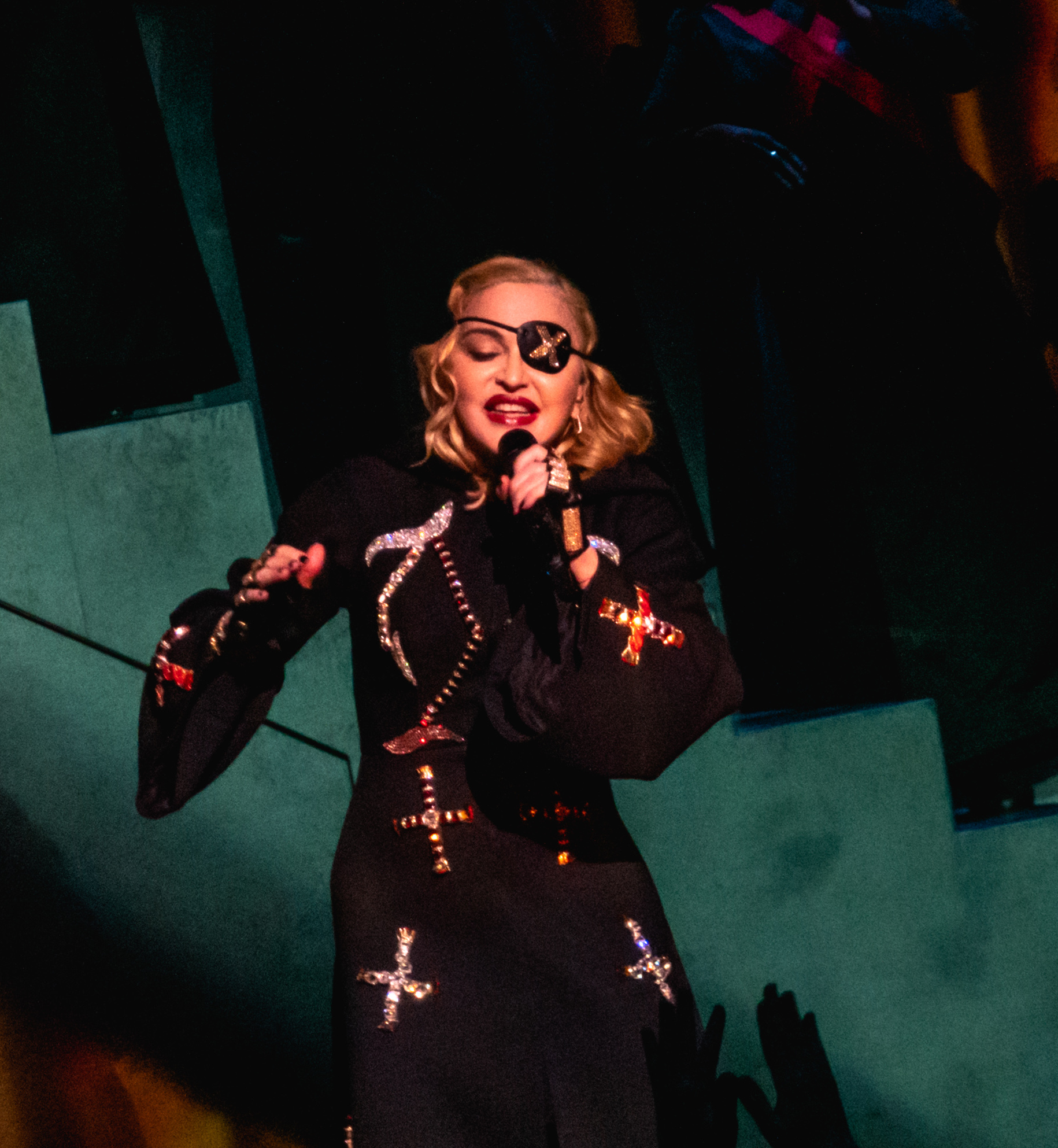
Madonna fellép a Madame X Tour egyik állomásán 2020-ban

Az előző hónapban Madonna fellépett a 2019-es Eurovíziós Dalfesztiválon, ahol a Like a Prayert, valamint Future című dalát adta elő Quavo amerikai rapperrel. A Madame X Tour című turnéja 2019. szeptember 17-én kezdődött Észak-Amerika és Európa egyes városaiban. Korábbi turnéihoz képest a jóval kisebb helyszínek mellett, Madonna a telefonhasználat tilalmát is bevezette, annak érdekében, hogy maximalizálja a koncertek meghittségét. A Pollstar jelentése szerint a turnéval 51,4 millió dolláros bevételt ért el. Még ez év decemberében Madonna összejött Ahlamalik Williams táncossal, aki kísérője volt a Rebel Heart Tour című turnéján, 2015-ben. A Madame X Touron azonban többszöri lemondással kellett szembenéznie visszatérő térdsérülése miatt, amely 2020. március 8-án, három nappal a tervezett befejezés előtt hirtelen véget ért, miután a francia kormány a Covid19-pandémia miatt a több mint 1000 fős összejöveteleket betiltotta. 2020. március 21-én egy vitatott és hamarosan törölni kívánt bejegyzést tett közzé az Instagram-on és a Twitter-en, amelyben meztelenül volt látható egy rózsaszirmú fürdőkádban, ahol úgy helyezkedett el hogy ne fedje fel intim testrészeit. A videó azonban széles körű kritikát és negatív visszhangot váltott ki. Sok kommentátor és a közönség tagjai érzéketlennek és süketnek tartották, különösen a forgatás fényűző környezete és a világjárvány marginalizált közösségekre gyakorolt aránytalan hatása miatt. 2020 áprilisában bejelentette pénzügyi támogatását a Bill & Melinda Gates Foundation által vezetett COVID-19 Therapeutics Accelerator számára, mint például a Wellcome Trust vagy a MasterCard, és további egymillió dollárt ajánlott fel a Bill & Melinda Gates Foundationnek egy új vakcina létrehozásával kapcsolatos kutatások finanszírozásához. Később ugyanebben a hónapban elárulta, hogy pozitívnak bizonyult a koronavírus antitestekre.
Madonna és Missy Elliott közreműködött Dua Lipa Levitating című kislemezén, Lipa Club Future Nostalgia című 2020-as remixalbumáról. Elkezdett dolgozni egy saját maga által rendezett önéletrajzi filmen is. Forgatókönyvén Erin Cressida Wilson és Diablo Cody dolgozott, Madonna szerepére pedig Julia Garnert választották, mielőtt a projektet félbehagyták volna. Madonna 2021 októberében bemutatta a Madame X dokumentumfilmet, mely az azonos című turnéját mutatja be a Paramount+-on.

### 2022–2024:Finally Enough Loveés The Celebration Tour
63. születésnapján Madonna hivatalosan is bejelentette, hogy visszatér a Warnerhez, egy olyan globális partnerségben, amely a kiadó számára biztosítja a teljes zenei katalógust, beleértve az Interscope által kiadott utolsó három albumot is. A szerződés értelmében Madonna egy 2022-től kezdődő katalógus-újrakiadási sorozatot indított, hogy megemlékezzenek lemezfelvételi karrierjének 40. évfordulójáról. A Finally Enough Love: 50 Number Ones című remixalbum augusztus 19-én jelent meg, amelynek 16 számból álló rövidített kiadása június 24-e óta elérhető. A Billboard Dance Club Songs slágerlistán elért 50 első helyezett dalából áll. A remixalbum kiemelte, hogy "milyen tartalmas volt mindig is a tánczene" Madonna karrierje szempontjából, és ez lett a 23. legjobb tíz albuma a Billboard 200 listán.

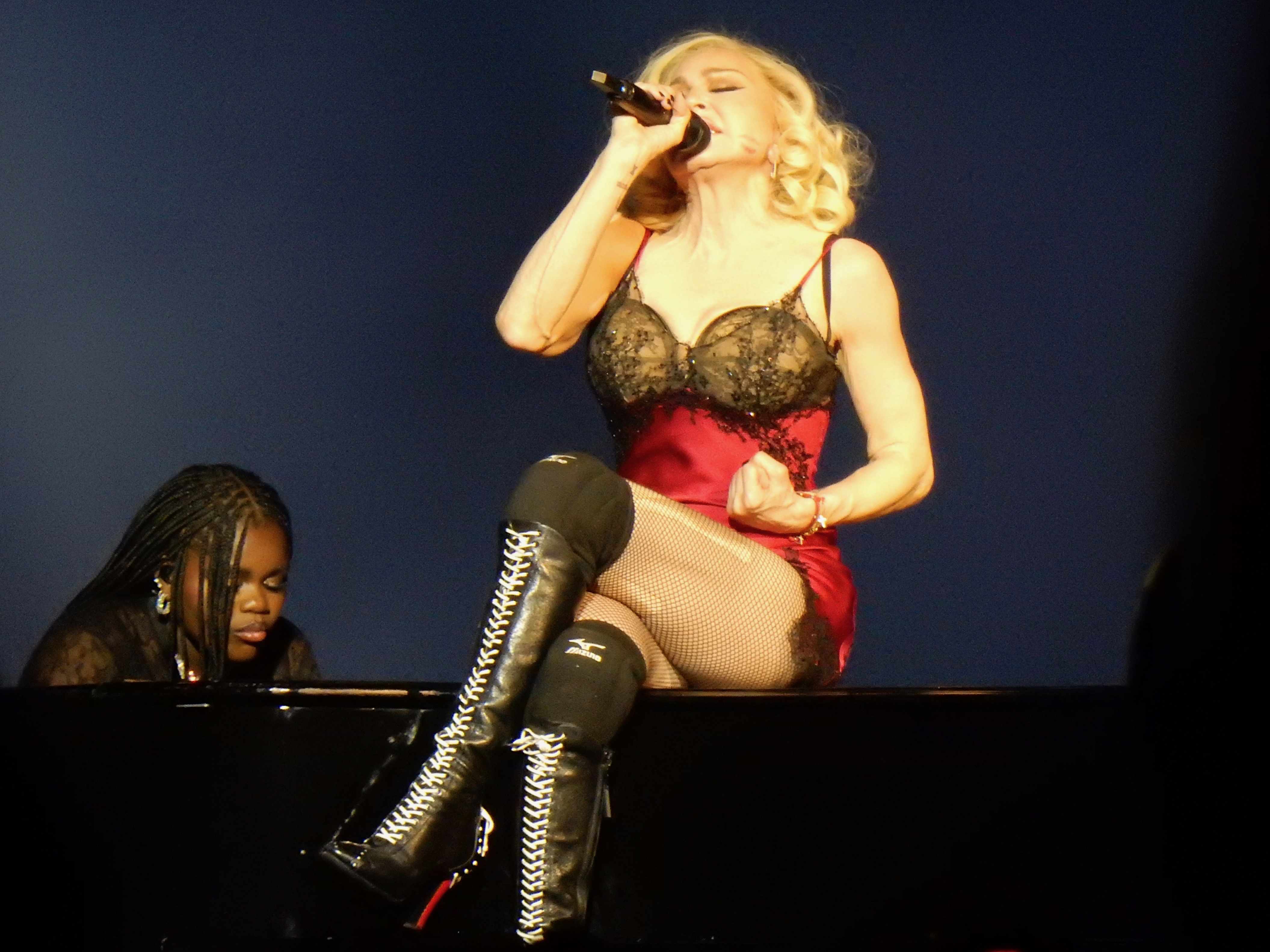
A The Celebration Tour-on 2023-ban lányával Mercy Jamesszel

2022 és 2023 között Madonna számos önálló dalt adott ki, köztük a Hung Up remixét, "Hung Up on Tokischa" címen, amelyben Tokischa rapper is közreműködött,, és egy 2015-ös demót "Back That Up to the Beat" néven, amelyet a Rebel Heart alatt rögzítettek az összes digitális áruházban. További három dalon is közreműködött, többek között a Christine and the Queens Paranoia, Angels, True Love (2023) című albumán, valamint The Weeknddel és Playboi Cartival a Popular című kislemezen, amely a The Idol című drámasorozat filmzenéjéből került át.
2023 januárjában Madonna bejelentette a The Celebration Tour-t, első, legnagyobb slágereit felvonultató koncertturnéját, amely eredetileg 2023 júliusától 2024 januárjáig tartott volna, Bob the Drag Queen különleges vendégével. A bejelentés részeként január 16-án eltávolította az összes Instagram-bejegyzését. 2023. június 24-én azonban kórházba került, miután New York-i lakásában eszméletlenül találták. Öt napot töltött a kórházban, és intubáció alatt az intenzív osztályon kezelték, „súlyos bakteriális fertőzés” miatt. Madonna később kijelentette, hogy 48 órán keresztül orvosilag kiváltott kómában volt kórházi kezelése alatt. Ennek eredményeként a turné első észak-amerikai szakaszát elhalasztották.

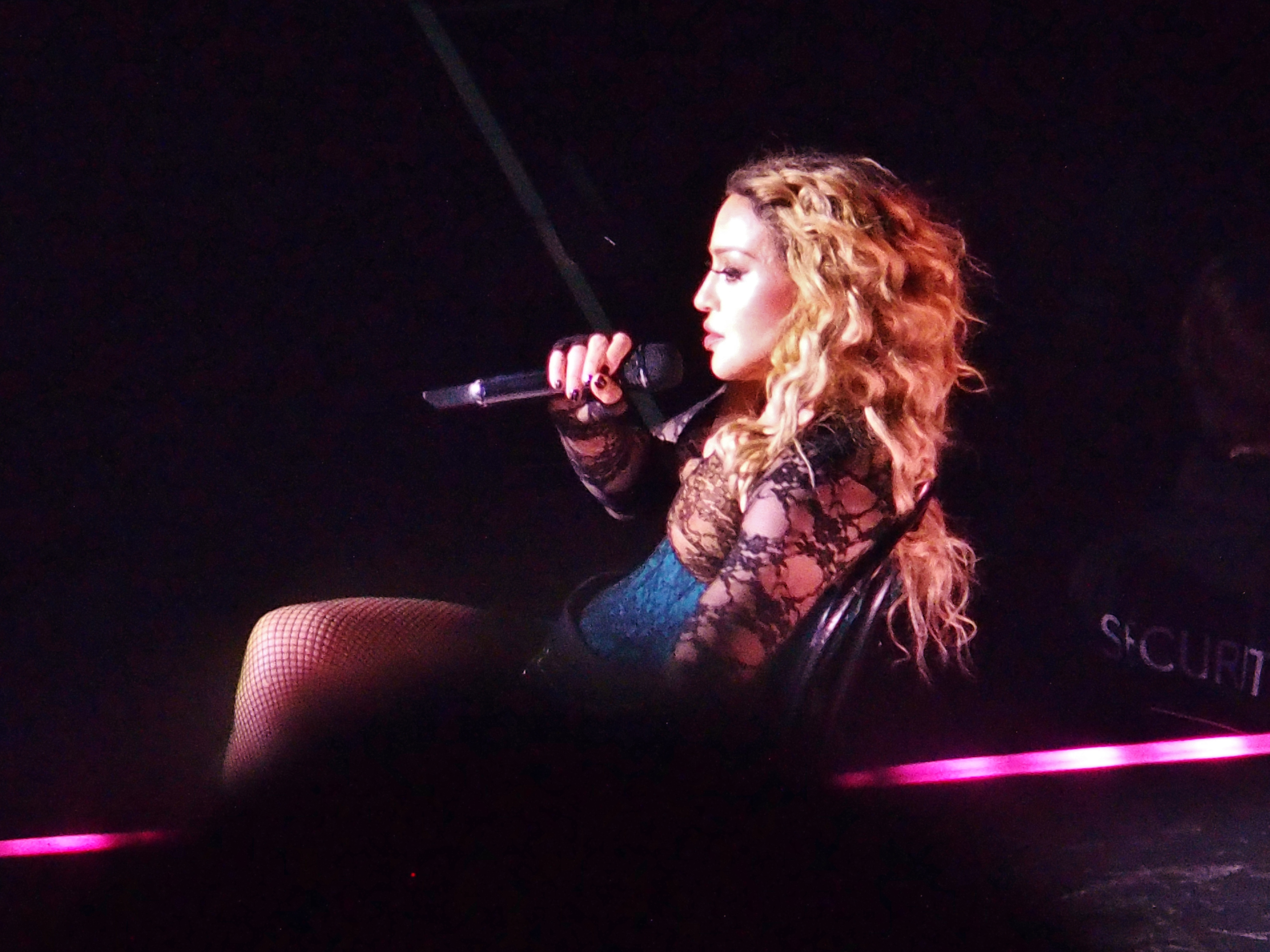
Madonna fellép 2024-ben

2023. szeptember 12-én a 2023-as MTV Video Music Awards reklámszünetében adásba került az 1989-ben, a Pepsi-vel együttműködésben készült Madonna reklámfilm. A reklámot Madonna "Like a Prayer" című klipje miatt betiltották, amint egy fekete papot csókol, és kereszteket éget. Egy nyilatkozatában Madonna azt mondta: „34 évvel ezelőtt reklámot készítettem a Pepsivel, hogy megünnepeljük a dalom megjelenését. A reklámot azonnal törölték, amikor nem voltam hajlandó megváltoztatni egyetlen jelenetet sem a videóban, például megcsókolni egy fekete szentet, vagy kereszteket égetni. Így kezdődött művészi pályafutásom, amely nem volt hajlandó művészi tisztességemet veszélyeztetni, a művészek azért vannak itt, hogy megzavarják a békét.”
A The Celebration Tour végül 2023 októberében kezdődött a londoni O2 Arénában, a kritikusok elismerésére. A turné egy ingyenes koncerttel zárult a Rio de Janeiro-i Copacanában. A koncertet 1,6 millióan látták, amivel minden idők legnagyobb önálló koncertje. A turné 80 fellépéséből 225,4 millió dollár bevételt hozott, így Madonna az első női előadó, aki hat különböző turné során több mint 100 millió dollárt keresett.
Ezekben az években Madonna több családtagját is elveszítette, kezdve azzal, hogy legidősebb testvére Anthony 2023 februárjában, 66 évesen elhunyt. Az öccse, Christopher, a következő évben, 2024. október 4-én hunyt el Petoskeyban 63 éves korában hasnyálmirigyrákban a család nyilatkozata szerint. Mindössze két héttel mostohaanyjuk, Joan halála után. Október 6-án Madonna egy hosszú Instagram-bejegyzést készített neki, amelyben azt mondta: „Csodáltam őt [...] Visszataláltunk egymáshoz. Minden tőlem telhetőt megtettem, hogy életben tartsam, ameddig csak lehetett, a vége felé oly sok fájdalommal [...] Soha nem lesz olyan, mint ő”.

### 2024–jelen: Életrajzi film, Netflix-sorozat és a készülő tizenötödik stúdióalbum
A The Celebration Tour-t követően Madonna újrakezdte életrajzi filmjének munkáját, de részletesen kifejtette, milyen küzdelmekkel kellett szembenéznie, beleértve azokat a producereket is, akik azt akarták, hogy "lekicsinyítsen, kisebb méretekben gondolkodjon" a projekttel kapcsolatban. Ennek eredményeként azt fontolgatta, hogy televíziós sorozattá alakítja át. Ehelyett új zenék megalkotására összpontosított Stuart Price-szal, és 2024 decemberében úgy nyilatkozott, hogy "az elmúlt néhány hónap gyógyszer volt a lelkemnek. A dalírás és a zenélés az egyetlen terület, ahol senkitől sem kell engedélyt kérnem. Nagyon izgatott vagyok, hogy megoszthatom veletek. 2025 februárjában az énekesnő felfedte, hogy a Confessions on a Dance Floor című 2005-ös albumának folytatásán dolgozik, amelyet Price is készített. Májusban a Deadline Hollywood arról számolt be, hogy Madonna a Netflix videóstreaming szolgáltatóval együttműködve sorozatot készít az életéről Shawn Levy-vel. A sorozat nem kapcsolódik a készülő filmhez.
2025. június 5-én Madonna kiadta a Skin remixét a Veronica Electronica promóciós kislemezeként, amely egy Ray of Light remixalbum volt, és eredetileg az album után jelent volna meg, beleértve a korábban soha nem hallott dalok eredeti verzióit. Madonna 2025. július 11-én kiadta a Gone Gone Gone-t, a Ray of Light eredeti demóját, az album második promóciós kislemezeként, amely az amerikai iTunes Top Songs listájának első helyén debütált. A Veronica Electronica 2025. július 25-én jelent meg.

## Diszkográfia
Stúdióalbumok
- Madonna (1983)
- Like a Virgin (1984)
- True Blue (1986)
- Like a Prayer (1989)
- Erotica (1992)
- Bedtime Stories (1994)
- Ray of Light (1998)
- Music (2000)
- American Life (2003)
- Confessions on a Dance Floor (2005)
- Hard Candy (2008)
- MDNA (2012)
- Rebel Heart (2015)
- Madame X (2019)

## Filmográfia
Lásd még: a Madonna-filmográfia cikket
Színésznőként
- Kétségbeesve keresem Susant (1985)
- A Certain Sacrifice (1985)
- Sanghai Surprise (1986)
- Ki ez a lány?: Nikki Finn (Magyar hangja: Für Anikó) (1987)
- Bloodhounds of Broadway (1989)
- Dick Tracy: Csábi Bébi Mahoney (Magyar hangja: Udvaros Dorottya) (1990)
- Madonna: Truth or Dare (1991)
- Micsoda csapat!: Mae Mordabito (Magyar hangja: Szirtes Ági) (1992)
- Body of Evidence (1993)
- Dangerous Game (1993)
- Four Rooms (1995)
- Girl 6 (1996)
- Evita: Evita Perón (1996)
- A második legjobb dolog: Abbie Reynolds (Magyar hangja: Básti Juli) (2000)
- Swept Away (2002)
- I’m Going to Tell You a Secret (2005)
- Arthur és a villangók: Holdviola (Magyar hangja: Gubás Gabi) (2006)
- Madame X (2021)

Rendezett filmek
- Filth and Wisdom (2008)
- W.E. (2011)
- secretprojectrevolution (2013)

## Turnék
Lásd még: a Madonna-turnék listája cikket
- The Virgin Tour (1985)
- Who’s That Girl World Tour (1987)
- Blond Ambition World Tour (1990)
- The Girlie Show (1993)
- Drowned World Tour (2001)
- Re-Invention World Tour (2004)
- Confessions Tour (2006)
- Sticky & Sweet Tour (2008–2009)
- The MDNA Tour (2012)
- Rebel Heart Tour (2015–2016)
- Madame X Tour (2019–2020)
- The Celebration Tour (2023–2024)

## Könyvek magyarul
- Mr. Peabody almái; ford. Kiss Zsuzsa; Magyar Könyvklub, Budapest, 2003
- Angol Rózsák; ford. Kiss Zsuzsa; Magyar Könyvklub, Budapest, 2003
- Tomás Eloy Martínezː Evita. Regény; Madonnának az Evita c. film forgatása alatt írott naplójával; ford. Latorre Ágnes, Vencz Zoltán; JLX, Budapest, 1997

## Vállalkozásai
Lásd még: a Madonna-divatmárkák cikket
- Maverick (1992–2004)
- Ray of Light Foundation (1998)
- Raising Malawi (2006)
- Hard Candy Fitness (2010–2019)
- Truth or Dare by Madonna (2011–2018)